# 日本の市外局番
日本の市外局番（にほんのしがいきょくばん）は、固定電話・0AB - J番号IP電話および無線呼び出しで地理的番号として用いられている。

## 概要
日本の市外局番は、地域ごとに総務省告示で1 - 4桁が規定されている。1960年（昭和35年） - 1962年（昭和37年）の全国ダイヤル自動即時化のためのものが基本となっている。
日本国内でダイヤルする際には、その前に国内通話を示す合図である 0（国内開放番号、国内プレフィックスとも）を付ける。日本国内にいる限り、国内開放番号と市外局番はワンセットとなるため、一般に市外局番は0から始まると認識している人が多いが、正しくは「初めの0」は市外局番には含まれない。実際、外国から日本国内への国際電話のダイヤルには国内開放番号を付けないため、国番号 (81) の後の市外局番は、東京23区等であれば、いきなり (3) である。正確ではないが一般には「日本の国番号81を先頭につけて、市外局番の0を外してダイヤルする」などという表現が用いられている。
当節以下では、一般に表記される場合と同様に、国内開放番号 0 を本来の市外局番の先頭に付した表記とする。
市外局番又は市外局番と市内局番から、方形区画で距離と通話料金を求めることができる。なお、2024年1月31日からNTT東日本・西日本は公衆交換電話網のIP化に伴い通話料が全国一律（9.35円/3分間）となり、単位料金区域内外による通話料の違いは無くなっている。
同じ市外局番内は原則同じ単位料金区域（message area 、MA）とされているが、以下のように例外が存在する。

## 主なブロック
- 01 - 北海道・北東北（青森県・秋田県・岩手県）。
- 02 - 南東北（宮城県・山形県・福島県）・北関東（茨城県・栃木県・群馬県、下記04の地域を除く）・信越（新潟県・長野県、下記05の地域を除く）、山梨県の一部地域（北杜市白州町大武川地区）・埼玉県の一部地域（熊谷市妻沼小島地区、加須市北川辺地区・児玉郡神川町神泉地区）、富山県中新川郡立山町黒部ダム
- 03 - 東京MA（東京都東京23区・狛江市（西和泉を除く）・調布市（入間町、国領町八丁目、仙川町、西つつじヶ丘二丁目、東つつじヶ丘、緑ケ丘、若葉町の各地区）・三鷹市中原一丁目、新川一丁目。）
- 04 - 南関東（埼玉県・千葉県・東京都・神奈川県、上記02・03および下記05の地域を除く）・茨城県の一部地域（神栖市波崎地区・取手市小堀地区）・山梨県の一部地域（北都留郡丹波山村および小菅村・南都留郡道志村月夜野地区）・静岡県の一部地域（熱海市泉地区・裾野市茶畑地区のごく一部）。
- 05 - 山梨県（上記02・04の地域を除く）・東海地方（静岡県・愛知県・岐阜県・三重県、上記04および下記07の地域を除く）・神奈川県のごく一部（相模原市緑区小渕地区のごく一部であるが、該当する建物の住所が、山梨県上野原市にあると示している場合がある）・長野県木曽郡南木曽町田立地区・滋賀県米原市山東町の一部・奈良県宇陀郡御杖村神末地区の一部、和歌山県新宮市熊野川町島津。
- 06 - 大阪MA（大阪府大阪市（東住吉区矢田七丁目および平野区長吉川辺四丁目を除く）・吹田市・守口市・兵庫県尼崎市の全域・豊中市の大半並びに大阪府池田市・摂津市・門真市・大東市・東大阪市・八尾市・兵庫県伊丹市の各一部地域。）
- 07 - 北陸（富山県・石川県・福井県、上記02の地域を除く）・近畿（上記05・06の地域を除く）・三重県南牟婁郡紀宝町および熊野市紀和町上川地区並びに名張市葛尾・岐阜県大野郡白川村小白川地区。
- 08 - 中国・四国。
- 09 - 九州・沖縄県。

### MAの幹線について
- 011・012→道央幹線
- 013→函館幹線
- 014→室蘭幹線
- 015→道東幹線
- 016→道北幹線
- 017→青森県幹線
- 018→秋田県幹線
- 019→岩手県幹線
- 022→宮城県幹線
- 023→山形県幹線
- 024→福島県幹線
- 025→新潟県幹線
- 026→長野県幹線
- 027→群馬県幹線
- 028→栃木県幹線
- 029→茨城県幹線
- 03→東京都東部幹線
- 042→東京都西部幹線
- 043・047→千葉県幹線
- 044・045・046→神奈川県幹線
- 048～049→埼玉県幹線（0499は東京都離島）
- 052・056→愛知県幹線
- 053～054→静岡県幹線（0531～3と0536は愛知県）
- 055→山梨県幹線（7以降は静岡県東部）
- 057～058→岐阜県幹線（0586・0587は愛知県）
- 059→三重県幹線
- 06・072→大阪府幹線
- 073→和歌山県幹線
- 074→奈良県幹線（8以降は滋賀県）
- 076→金富幹線（3～6は富山県、残りは石川県）
- 075・077→京福幹線（077は1～4は京都府、5は滋賀県、6以降は福井県）
- 078・079→兵庫県幹線
- 082→広島県西部幹線（7・0は山口県）
- 083→山口県幹線
- 084→広島県東部幹線
- 085→山陰幹線（6まで島根県、7から鳥取県）
- 086→岡山県幹線
- 087→香川県幹線
- 088→南四国幹線（6まで徳島県、7から高知県）
- 089→愛媛県幹線
- 092・093・094→福岡県幹線
- 095→西九州幹線（5まで佐賀県、6から長崎県）
- 096→熊本県幹線
- 097→大分県幹線
- 098→宮崎県幹線（8以降は沖縄県）
- 099→鹿児島県幹線。

## 特殊な事例

### 同一市外局番でもMAが異なる事例
鹿児島県の0997地域は、以下の5つのMAで共有しており、各MA間相互通話は隣接区域となるため、市外局番が必要である。
- 市内局番は以下のとおりである。
  - 種子島MA - 20 - 39
  - 屋久島MA - 40 - 49
  - 名瀬MA（奄美大島の北中部） - 50 - 69
  - 瀬戸内MA（奄美大島南部） - 70 - 79
  - 徳之島MA（徳之島・沖永良部島・与論島） - 80 - 99

また、群馬県の前橋・高崎（027）、兵庫県の加古川・姫路（079）、岡山県の岡山・倉敷（086）、広島県の福山・尾道（084）などのように、隣接（近接）するMAでも市外局番が必要である。ただし、福岡県の福岡MAと前原MA（糸島市、市内局番が320、330番台）の相互通話のみ市外局番（092）は不要である。

### 市外局番が異なってもMAが同じ事例
神奈川県の小田原MAは、2つの異なる市外局番のため、相互通話には市外局番が必要だが、市内料金で通話可能である。
- 0465 - 小田原市、南足柄市、足柄上郡の全域、足柄下郡真鶴町・湯河原町
- 0460 - 足柄下郡箱根町および静岡県裾野市茶畑の一部

同じく神奈川県の藤沢MAも同様である。
- 0466 - 藤沢市
- 0467 - 鎌倉市、茅ヶ崎市、綾瀬市、高座郡寒川町、逗子市小坪の一部

ほかに、豊橋MA（愛知県）、奈良MA（奈良県）、西宮MA（兵庫県）などもこれらと同様である。

### 特殊な場合
奈良県の0744と0745地域は市外局番が異なるが、市内料金で通話できる場所と隣接扱いで市外局番が必要となる場合がある。
1. 大和高田MAで市外局番0744の地域 - 橿原市、桜井市など
2. 同じく市外局番が0745の地域（市内局番が20-79） - 大和高田市、葛城市、御所市、香芝市など
3. 大和榛原MA（市外局番0745の地域 (市内局番は80-99)） - 宇陀市など

各地域相互通話にはそれぞれ市外局番が必要だが、上記2地域間通話は同一MAのため市内料金となる。また、大和高田MAと大和榛原MA間の通話は隣接扱いとなる。

### 0AB0特番を運用している市外局番
宮城県迫MA(市外局番0220)、福島県磐城富岡MA(同0240)、新潟県新津MA(同0250)のように、0AB0特番を固定電話の市外局番として運用されている例がある。
これらの市外局番は、特殊性を持っており、通常の市外局番と同一の処理ができない、あるいは電子式交換機が普及する以前のステップ・バイ・ステップ式交換機、クロスバー交換機では不都合が発生していた場合に使われている。電話番号において市外局番の末尾に特殊番号である0を挿入することで、特別な接続が実行される。
東京MAの一部(03-50DE)、埼玉県所沢MAの一部(04-200E)、千葉県鴨川MA(04-700E、709E)のように、4桁市内局番のCコードに0を使用している例もある。

#### MAの幹線が隣県に接続されている例
茨城県古河MA（市外局番0280）がこれに該当する。古河は栃木県幹線から接続されていることになる。
通常は何の問題もないが、110番をダイヤルした際、古河MA管内は茨城県警の管轄下であるにもかかわらず、MAの幹線判定で栃木県警に接続されてしまうという不具合が発生する。その為市外局番の末尾を特殊番号の0とし、古河MA管内からの110番発呼を茨城029に転送させている。
山口県の0820（柳井MAなど、082は広島県西部幹線）、
長崎県の0920(郷ノ浦MA、厳原MAおよび対馬佐賀MA、092～094は福岡県幹線)なども同様である。
末尾0以外では、
埼玉県の所沢・飯能MAと神奈川県の相模原MAは東京都西部幹線の042から、愛知県の豊橋・田原・新城MAは静岡県幹線の053から、愛知県の一宮MAは岐阜県幹線の058から、山口県の岩国MAは広島県西部幹線の082から接続されている。
東京都離島部は、埼玉県幹線の余り枠を使用している。
静岡県の駿東・伊豆地方は、山梨県幹線の余り枠を使用している。
滋賀県は、大津MAは京福幹線から077-5を利用し、他のMA(074x)は奈良県幹線の余り枠を使用している。大津以外のMAは間に奈良MA扱いとなる京都府相楽郡東部地域（南山城村、笠置町）を挟んでおり実際は隣県ですらない。
沖縄県は、宮崎県幹線の余り枠を利用している。

## 番号区画
番号区画とは、その区画内の通話においては、市内局番からのダイヤルが可能な地域を示すもの。
- 総務省 市外局番の一覧

下の表のように地域別に市外局番が分かれているため、「東京03」「大阪06」「名古屋052」などのように地名を冠して電話番号を表現することがある。一般的にはこの2地域の用例が多いが、市外局番3桁以上の地域でも同様の表現が用いられることがある（かつての日本文化センターの電話番号案内など）。

なお、気象庁と各傘下の地方気象台が提供する「177」の天気予報テレフォンサービスについては、「04」「042」が複数都県で使用されているため、旧来の4桁市外局番を前につけてからかける必要がある。

### 市外局番、単位料金区域（MA)と番号区画
| 市外局番 | MA名       | 番号区画 | 番号区画 |
| 市外局番 | MA名       | コード   | 番号区画名 |
| -------- | ---------- | -------- | --- |
| 011      | 札幌       | 001      | 北海道江別市、札幌市、北広島市、空知郡南幌町 |
| 0123     | 千歳       | 002      | 北海道恵庭市、千歳市（東丘の一部を除く。）、苫小牧市丸山 |
| 0123     | 夕張       | 003      | 北海道夕張市（富野を除く。） |
| 0123     | 栗山       | 004-2    | 北海道夕張市富野、夕張郡 |
| 0124     | 芦別       | 006      | 北海道芦別市 |
| 0125     | 滝川       | 007      | 北海道赤平市、歌志内市、砂川市、滝川市、雨竜郡雨竜町、樺戸郡（浦臼町および新十津川町に限る。）、空知郡（上砂川町および奈井江町に限る。） |
| 0126     | 岩見沢     | 008-2    | 北海道岩見沢市（宝水町を除く。）、美唄市、石狩郡新篠津村、樺戸郡月形町 |
| 01267    | 岩見沢     | 010      | 北海道岩見沢市宝水町、三笠市 |
| 0133     | 石狩       | 011-2    | 北海道石狩市 |
| 0133     | 当別       | 012      | 北海道石狩郡当別町 |
| 0134     | 小樽       | 015      | 北海道小樽市 |
| 0135     | 余市       | 016      | 北海道積丹郡、古平郡、余市郡 |
| 0135     | 岩内       | 017      | 北海道岩内郡、古宇郡 |
| 0136     | 倶知安     | 018      | 北海道虻田郡（喜茂別町、京極町、倶知安町、ニセコ町、真狩村および留寿都村に限る。）、磯谷郡 |
| 0136     | 寿都       | 019      | 北海道島牧郡、寿都郡 |
| 0137     | 今金       | 024      | 北海道久遠郡せたな町（大成区を除く。）、瀬棚郡 |
| 0137     | 八雲       | 022      | 北海道二海郡八雲町（熊石相沼町、熊石鮎川町、熊石泉岱町、熊石雲石町、熊石大谷町、熊石折戸町、熊石黒岩町、熊石見日町、熊石関内町、熊石平町、熊石畳岩町、熊石館平町、熊石泊川町、熊石鳴神町、熊石西浜町および熊石根崎町を除く。） |
| 01377    | 八雲       | 023      | 北海道山越郡 |
| 01372    | 鹿部       | 020      | 北海道茅部郡鹿部町 |
| 01374    | 森         | 021      | 北海道茅部郡森町 |
| 0138     | 函館       | 025      | 北海道函館市、北斗市、亀田郡 |
| 0139     | 松前       | 027      | 北海道松前郡 |
| 0139     | 江差       | 028-2    | 北海道爾志郡、檜山郡 |
| 01392    | 木古内     | 026      | 北海道上磯郡 |
| 01397    | 奥尻       | 030      | 北海道奥尻郡 |
| 01398    | 熊石       | 031      | 北海道久遠郡せたな町大成区、二海郡八雲町（熊石相沼町、熊石鮎川町、熊石泉岱町、熊石雲石町、熊石大谷町、熊石折戸町、熊石黒岩町、熊石見日町、熊石関内町、熊石平町、熊石畳岩町、熊石館平町、熊石泊川町、熊石鳴神町、熊石西浜町および熊石根崎町に限る。） |
| 0142     | 伊達       | 032      | 北海道伊達市、虻田郡（洞爺湖町および豊浦町に限る。）、有珠郡 |
| 0143     | 室蘭       | 033      | 北海道登別市、室蘭市 |
| 0144     | 苫小牧     | 034      | 北海道苫小牧市（弁天の一部および丸山を除く。）、白老郡 |
| 0145     | 早来       | 035      | 北海道勇払郡（厚真町（鹿沼を除く。）および安平町に限る。）、苫小牧市弁天の一部、千歳市東丘の一部 |
| 0145     | 鵡川       | 036      | 北海道勇払郡（むかわ町および厚真町（鹿沼に限る。）に限る。） |
| 01456    | 門別富川   | 037      | 北海道沙流郡日高町（栄町西、栄町東、新町、千栄、富岡、日高、本町西、本町東、松風町、三岩、宮下町、山手町および若葉町を除く。）、新冠郡新冠町里平 |
| 01457    | 門別富川   | 038      | 北海道沙流郡（平取町および日高町（栄町西、栄町東、新町、千栄、富岡、日高、本町西、本町東、松風町、三岩、宮下町、山手町および若葉町に限る。）に限る。） |
| 0146     | 浦河       | 039-2    | 北海道浦河郡、様似郡 |
| 0146     | 静内       | 041      | 北海道新冠郡新冠町（里平を除く。）、日高郡新ひだか町 |
| 01466    | えりも     | 042      | 北海道幌泉郡 |
| 015      | 弟子屈     | 052      | 北海道川上郡 |
| 015      | 十勝池田   | 054      | 北海道十勝郡、中川郡（池田町および豊頃町に限る｡） |
| 0152     | 網走       | 043      | 北海道網走市、北見市常呂町、網走郡大空町（東藻琴、東藻琴清浦、東藻琴栄、東藻琴新富、東藻琴末広、東藻琴大進、東藻琴千草、東藻琴西倉、東藻琴福富、東藻琴明生および東藻琴山園に限る。）、斜里郡小清水町 |
| 0152     | 斜里       | 044      | 北海道斜里郡（清里町および斜里町に限る｡ ） |
| 0152     | 美幌       | 045      | 北海道網走郡（大空町（東藻琴、東藻琴清浦、東藻琴栄、東藻琴新富、東藻琴末広、東藻琴大進、東藻琴千草、東藻琴西倉、東藻琴福富、東藻琴明生および東藻琴山園に限る。）を除く。） |
| 0153     | 厚岸       | 046      | 北海道厚岸郡 |
| 0153     | 根室       | 047      | 北海道根室市 |
| 0153     | 中標津     | 048      | 北海道標津郡中標津町、野付郡別海町（尾岱沼、尾岱沼港町、尾岱沼岬町、尾岱沼潮見町および床丹を除く。） |
| 0153     | 根室標津   | 049      | 北海道標津郡標津町、野付郡別海町（尾岱沼、尾岱沼港町、尾岱沼岬町、尾岱沼潮見町および床丹に限る。）、目梨郡 |
| 0154     | 釧路       | 050      | 北海道釧路市（音別町を除く。）、阿寒郡、釧路郡 |
| 01547    | 白糠       | 051      | 北海道釧路市音別町、白糠郡 |
| 0155     | 帯広       | 053      | 北海道帯広市、河西郡、河東郡音更町、中川郡幕別町（忠類朝日、忠類共栄、忠類協徳、忠類公親、忠類幸町、忠類栄町、忠類白銀町、忠類新生、忠類東宝、忠類中当、忠類錦町、忠類西当、忠類晩成、忠類日和、忠類古里、忠類幌内、忠類明和、忠類元忠類および忠類本町を除く。） |
| 01558    | 広尾       | 055      | 北海道中川郡幕別町（忠類朝日、忠類共栄、忠類協徳、忠類公親、忠類幸町、忠類栄町、忠類白銀町、忠類新生、忠類東宝、忠類中当、忠類錦町、忠類西当、忠類晩成、忠類日和、忠類古里、忠類幌内、忠類明和、忠類元忠類および忠類本町に限る。）、広尾郡 |
| 0156     | 本別       | 056      | 北海道足寄郡、中川郡本別町 |
| 0156     | 十勝清水   | 058      | 北海道河東郡鹿追町、上川郡（清水町および新得町に限る。） |
| 01564    | 上士幌     | 057      | 北海道河東郡（上士幌町および士幌町に限る。） |
| 0157     | 北見       | 059      | 北海道北見市（常呂町を除く。）、常呂郡（置戸町および訓子府町に限る。） |
| 0158     | 紋別       | 060-2    | 北海道紋別市、紋別郡滝上町 |
| 0158     | 遠軽       | 062      | 北海道紋別郡遠軽町 |
| 0158     | 興部       | 065      | 北海道紋別郡（雄武町、興部町および西興部村に限る。） |
| 01586    | 中湧別     | 063      | 北海道紋別郡湧別町 |
| 01587    | 中湧別     | 064      | 北海道常呂郡佐呂間町 |
| 0162     | 稚内       | 066      | 北海道稚内市、天塩郡豊富町 |
| 0163     | 北見枝幸   | 070      | 北海道枝幸郡枝幸町 |
| 0163     | 利尻礼文   | 071      | 北海道利尻郡、礼文郡 |
| 01632    | 天塩       | 067      | 北海道天塩郡（遠別町、天塩町および幌延町に限る。） |
| 01634    | 浜頓別     | 068      | 北海道枝幸郡（中頓別町および浜頓別町に限る。） |
| 01635    | 浜頓別     | 069      | 北海道宗谷郡 |
| 0164     | 留萌       | 072      | 北海道留萌市、増毛郡、留萌郡 |
| 0164     | 石狩深川   | 073      | 北海道深川市、雨竜郡（秩父別町、沼田町、北竜町および妹背牛町に限る。） |
| 0164     | 羽幌       | 074      | 北海道苫前郡（初山別村、苫前町および羽幌町（天売相影、天売富磯、天売弁天、天売前浜、天売和浦、焼尻白浜、焼尻西浦、焼尻東浜および焼尻緑ヶ丘を除く｡）に限る｡） |
| 01648    | 焼尻       | 075      | 北海道苫前郡羽幌町（天売相影、天売富磯、天売弁天、天売前浜、天売和浦、焼尻白浜、焼尻西浦、焼尻東浜および焼尻緑ヶ丘に限る。） |
| 0165     | 士別       | 076-2    | 北海道士別市、雨竜郡幌加内町、上川郡（剣淵町および和寒町に限る。） |
| 01654    | 名寄       | 081      | 北海道名寄市（風連町を除く。） |
| 01655    | 名寄       | 082      | 北海道名寄市風連町、上川郡下川町 |
| 01656    | 美深       | 083      | 北海道中川郡（音威子府村、中川町および美深町に限る。） |
| 01658    | 上川       | 084      | 北海道上川郡（愛別町および上川町に限る。） |
| 0166     | 旭川       | 085      | 北海道旭川市、上川郡（鷹栖町、当麻町、美瑛町、東神楽町、東川町および比布町に限る。） |
| 0167     | 富良野     | 086      | 北海道富良野市、空知郡（上富良野町、中富良野町および南富良野町に限る。）、勇払郡占冠村 |
| 017      | 青森       | 094-2    | 青森県青森市（浪岡を除く。）、東津軽郡平内町 |
| 0172     | 弘前       | 087      | 青森県青森市浪岡、黒石市、平川市、弘前市、北津軽郡板柳町、中津軽郡、南津軽郡 |
| 0173     | 五所川原   | 088      | 青森県五所川原市、つがる市、北津軽郡（鶴田町および中泊町に限る。） |
| 0173     | 鰺ヶ沢     | 089      | 青森県西津軽郡 |
| 0174     | 蟹田       | 090      | 青森県東津軽郡（今別町、外ヶ浜町および蓬田村に限る。） |
| 0175     | むつ       | 091      | 青森県むつ市、下北郡 |
| 0175     | 野辺地     | 092      | 青森県上北郡（東北町（旭北、旭南、上野、大浦、上北北、上北南および新館を除く。）、野辺地町、横浜町および六ヶ所村に限る。） |
| 0176     | 十和田     | 093      | 青森県十和田市、三沢市、上北郡（東北町（旭北、旭南、上野、大浦、上北北、上北南および新館に限る。）、七戸町および六戸町に限る。） |
| 0178     | 八戸       | 095      | 青森県八戸市、上北郡おいらせ町、三戸郡（五戸町、新郷村、南部町（相内、赤石、大向、沖田面、小向および玉掛を除く。）および階上町に限る。） |
| 0179     | 三戸       | 096      | 青森県三戸郡（三戸町、田子町および南部町（相内、赤石、大向、沖田面、小向および玉掛に限る。）に限る。） |
| 018      | 秋田       | 107      | 秋田県秋田市、大仙市（協和荒川、協和稲沢、協和上淀川、協和小種、協和境、協和下淀川、協和中淀川、協和船岡、協和船沢および協和峰吉川に限る。）、潟上市、南秋田郡（井川町、五城目町および八郎潟町に限る。） |
| 0182     | 横手       | 097      | 秋田県横手市、雄勝郡東成瀬村、仙北郡美郷町（金沢および野荒町に限る。） |
| 0183     | 湯沢       | 098      | 秋田県湯沢市、雄勝郡羽後町 |
| 0184     | 本荘       | 099      | 秋田県にかほ市、由利本荘市 |
| 0185     | 男鹿       | 100      | 秋田県男鹿市、南秋田郡大潟村 |
| 0185     | 能代       | 101      | 秋田県能代市、山本郡 |
| 0186     | 鹿角       | 102      | 秋田県鹿角市、鹿角郡小坂町 |
| 0186     | 大館       | 103      | 秋田県大館市 |
| 0186     | 鷹巣       | 104      | 秋田県北秋田市、北秋田郡 |
| 0187     | 大曲       | 105      | 秋田県大仙市（大神成、上鶯野、北長野、協和荒川、協和稲沢、協和上淀川、協和小種、協和境、協和下淀川、協和中淀川、協和船岡、協和船沢、協和峰吉川、栗沢、清水、下鶯野、豊岡、豊川、長戸呂、長野および鑓見内を除く。）、仙北郡美郷町（金沢および野荒町を除く。） |
| 0187     | 角館       | 106      | 秋田県仙北市、大仙市（大神成、上鶯野、北長野、栗沢、清水、下鶯野、豊岡、豊川、長戸呂、長野および鑓見内に限る。） |
| 019      | 盛岡       | 116      | 岩手県滝沢市、盛岡市、岩手郡雫石町、紫波郡 |
| 0191     | 一関       | 108      | 岩手県一関市、西磐井郡 |
| 0192     | 大船渡     | 109      | 岩手県大船渡市、陸前高田市、気仙郡 |
| 0193     | 宮古       | 110      | 岩手県宮古市、下閉伊郡山田町 |
| 0193     | 釜石       | 111      | 岩手県釜石市、上閉伊郡 |
| 0194     | 久慈       | 112      | 岩手県久慈市、九戸郡（野田村および洋野町に限る。） |
| 0194     | 岩泉       | 113      | 岩手県下閉伊郡（山田町を除く。） |
| 0195     | 岩手       | 114      | 岩手県八幡平市、岩手郡（岩手町および葛巻町に限る。） |
| 0195     | 二戸       | 115      | 岩手県二戸市、九戸郡（軽米町および九戸村に限る。）、二戸郡 |
| 0197     | 水沢       | 117      | 岩手県奥州市、胆沢郡 |
| 0197     | 北上       | 118      | 岩手県北上市、和賀郡 |
| 0198     | 花巻       | 119      | 岩手県花巻市 |
| 0198     | 遠野       | 120      | 岩手県遠野市 |
| 022      | 仙台       | 121      | 宮城県塩竈市、仙台市、多賀城市、名取市（堀内を除く。）、黒川郡、宮城郡 |
| 0220     | 迫         | 122      | 宮城県登米市（石越町、津山町および豊里町を除く。） |
| 0223     | 岩沼       | 123      | 宮城県岩沼市、名取市堀内、亘理郡 |
| 0224     | 大河原     | 124      | 宮城県角田市、伊具郡、柴田郡 |
| 0224     | 白石       | 125      | 宮城県白石市、刈田郡 |
| 0225     | 石巻       | 126      | 宮城県石巻市、登米市（津山町および豊里町に限る。）、東松島市、牡鹿郡 |
| 0226     | 気仙沼     | 127      | 宮城県気仙沼市、本吉郡 |
| 0228     | 築館       | 128      | 宮城県栗原市、登米市石越町 |
| 0229     | 古川       | 129      | 宮城県大崎市、加美郡、遠田郡 |
| 023      | 山形       | 133      | 山形県上山市、天童市、山形市、東村山郡 |
| 0233     | 新庄       | 130      | 山形県新庄市、最上郡 |
| 0234     | 酒田       | 131      | 山形県酒田市、飽海郡、東田川郡庄内町 |
| 0235     | 鶴岡       | 132      | 山形県鶴岡市、東田川郡三川町、新潟県村上市中浜字伊呉野 |
| 0237     | 寒河江     | 134      | 山形県寒河江市、西村山郡 |
| 0237     | 村山       | 135      | 山形県尾花沢市、東根市、村山市、北村山郡 |
| 0238     | 米沢       | 136      | 山形県南陽市、米沢市、東置賜郡 |
| 0238     | 長井       | 137      | 山形県長井市、西置賜郡 |
| 024      | 福島       | 146      | 福島県伊達市、福島市、伊達郡 |
| 024      | 郡山       | 152      | 福島県郡山市、田村郡三春町（上舞木、斎藤、下舞木および沼沢に限る。） |
| 0240     | 磐城富岡   | 138      | 福島県双葉郡 |
| 0241     | 喜多方     | 139      | 福島県喜多方市（高郷町を除く。）、河沼郡湯川村、耶麻郡北塩原村 |
| 0241     | 田島       | 140      | 福島県南会津郡（下郷町および南会津町（糸沢、金井沢、川島、栗生沢、高野、塩江、静川、関本、滝原、田島、田部、丹藤、藤生、中荒井、永田、長野、針生、福米沢および水無に限る。）に限る。） |
| 0241     | 会津山口   | 141      | 福島県南会津郡（只見町、檜枝岐村および南会津町（糸沢、金井沢、川島、栗生沢、高野、塩江、静川、関本、滝原、田島、田部、丹藤、藤生、中荒井、永田、長野、針生、福米沢および水無を除く。）に限る。） |
| 0241     | 柳津       | 142      | 福島県喜多方市高郷町、大沼郡（金山町、昭和村および三島町に限る。）、河沼郡柳津町、耶麻郡西会津町 |
| 0242     | 会津若松   | 143      | 福島県会津若松市、大沼郡会津美里町、河沼郡会津坂下町、耶麻郡（猪苗代町および磐梯町に限る。） |
| 0243     | 二本松     | 144      | 福島県二本松市、本宮市、安達郡 |
| 0244     | 原町       | 145      | 福島県相馬市、南相馬市、相馬郡 |
| 0246     | いわき     | 147      | 福島県いわき市 |
| 0247     | 石川       | 148      | 福島県石川郡、東白川郡 |
| 0247     | 三春       | 149      | 福島県田村市、田村郡（三春町（上舞木、斎藤、下舞木および沼沢に限る。）を除く。） |
| 0248     | 須賀川     | 150      | 福島県須賀川市、岩瀬郡 |
| 0248     | 白河       | 151      | 福島県白河市、西白河郡 |
| 025      | 新潟       | 153      | 新潟県新潟市（秋葉区覚路津、北区、江南区、中央区、西蒲区（打越、姥島、潟浦新、上小吉、高野宮、河間、五之上、小吉、道上、中之口、長場、羽黒、針ヶ曽根、東小吉、東中、東船越、福島、真木、巻大原、牧ヶ島、三ツ門、門田および六部に限る。）、西区、東区および南区に限る。）、北蒲原郡聖籠町（位守町、亀塚、東港および別條に限る。） |
| 025      | 上越       | 158      | 新潟県上越市（板倉区、浦川原区、大島区、中郷区および安塚区を除く。） |
| 025      | 糸魚川     | 160      | 新潟県糸魚川市 |
| 025      | 安塚       | 161      | 新潟県上越市（浦川原区、大島区および安塚区に限る。）、十日町市（会沢、莇平、荒瀬、池尻、池之畑、犬伏、浦田、苧島、海老、片桐山、蒲生、儀明、桐山、木和田原、小荒戸、小池、小屋丸、清水、菅刈、仙納、太平、滝沢、田野倉、千年、寺田、峠、中子、名平、奈良立、福島、松代、松代下山、松代田沢、松代東山、松之山、松之山赤倉、松之山天水越、松之山天水島、松之山新山、松之山五十子平、松之山猪之名、松之山大荒戸、松之山上鰕池、松之山観音寺、松之山黒倉、松之山小谷、松之山坂下、松之山沢口、松之山下鰕池、松之山坪野、松之山藤内名、松之山中尾、松之山橋詰、松之山東川、松之山東山、松之山光間、松之山藤倉、松之山古戸、松之山松口、松之山三桶、松之山水梨、松之山湯本、松之山湯山、松山新田、室野、孟地および蓬平に限る。） |
| 025      | 十日町     | 164      | 新潟県十日町市（会沢、莇平、荒瀬、池尻、池之畑、犬伏、浦田、苧島、海老、片桐山、蒲生、儀明、桐山、木和田原、小荒戸、小池、小屋丸、清水、菅刈、仙納、太平、滝沢、田野倉、千年、寺田、峠、中子、名平、奈良立、福島、松代、松代下山、松代田沢、松代東山、松之山、松之山赤倉、松之山天水越、松之山天水島、松之山新山、松之山五十子平、松之山猪之名、松之山大荒戸、松之山上鰕池、松之山観音寺、松之山黒倉、松之山小谷、松之山坂下、松之山沢口、松之山下鰕池、松之山坪野、松之山藤内名、松之山中尾、松之山橋詰、松之山東川、松之山東山、松之山光間、松之山藤倉、松之山古戸、松之山松口、松之山三桶、松之山水梨、松之山湯本、松之山湯山、松山新田、室野、孟地および蓬平を除く。）、中魚沼郡 |
| 025      | 六日町     | 166      | 新潟県南魚沼市、南魚沼郡 |
| 025      | 小出       | 167      | 新潟県魚沼市 |
| 0250     | 新津       | 154      | 新潟県阿賀野市、五泉市、新潟市秋葉区（覚路津を除く。） |
| 0254     | 新発田     | 155      | 新潟県新発田市、胎内市、北蒲原郡聖籠町（位守町、亀塚、東港および別條を除く｡ ） |
| 0254     | 村上       | 156      | 新潟県村上市、岩船郡 |
| 0254     | 津川       | 157      | 新潟県東蒲原郡 |
| 0255     | 新井       | 159      | 新潟県上越市（板倉区および中郷区に限る。）、妙高市 |
| 0256     | 巻         | 162      | 新潟県燕市（秋葉町、井土巻、大関、大船渡、大曲、上児木、勘新、蔵関、小池、小池新町、穀町、小関、小高、寿町、小中川、小古津新、小牧、幸町、桜町、佐渡、三王渕、下児木、新栄町、新生町、新町、水道町、杉名、杉柳、関崎、杣木、舘野、中央通、長所、長所乙、長所甲、次新、燕、道金、殿島、中川、仲町、長渡、二階堂、灰方、白山町、八王寺、花園町、花見、東太田、日之出町、物流センター、本町、又新、松橋、南、宮町、柳山、横田および四ツ屋を除く。）、新潟市西蒲区（打越、姥島、潟浦新、上小吉、高野宮、河間、五之上、小吉、道上、中之口、長場、羽黒、針ヶ曽根、東小吉、東中、東船越、福島、真木、巻大原、牧ケ島、三ツ門、門田および六部を除く。）、長岡市（赤沼、大沼新田、小沼新田、下沼新田、寺泊小豆曽根、寺泊有信、寺泊入軽井、寺泊岩方、寺泊木島、寺泊北曽根、寺泊五分一、寺泊下桐、寺泊下中条、寺泊新長、寺泊高内、寺泊竹森、寺泊田尻、寺泊敦ケ曽根、寺泊当新田、寺泊中曽根、寺泊硲田、寺泊万善寺、寺泊平野新村新田、寺泊蛇塚、寺泊町軽井、寺泊求草、寺泊矢田、寺泊鰐口、中条新田、中之島西野および真野代新田に限る。）、西蒲原郡 |
| 0256     | 三条       | 163      | 新潟県加茂市、燕市（秋葉町、井土巻、大関、大船渡、大曲、上児木、勘新、蔵関、小池、小池新町、穀町、小関、小高、寿町、小中川、小古津新、小牧、幸町、桜町、佐渡、三王渕、下児木、新栄町、新生町、新町、水道町、杉名、杉柳、関崎、杣木、舘野、中央通、長所、長所乙、長所甲、次新、燕、道金、殿島、中川、仲町、長渡、二階堂、灰方、白山町、八王寺、花園町、花見、東太田、日之出町、物流センタ、本町、又新、松橋、南、宮町、柳山、横田および四ツ屋に限る。）、三条市、南蒲原郡 |
| 0257     | 柏崎       | 165      | 新潟県柏崎市、刈羽郡 |
| 0258     | 長岡       | 168      | 新潟県小千谷市、長岡市（赤沼、大沼新田、小沼新田、下沼新田、寺泊小豆曽根、寺泊有信、寺泊入軽井、寺泊岩方、寺泊木島、寺泊北曽根、寺泊五分一、寺泊下桐、寺泊下中条、寺泊新長、寺泊高内、寺泊竹森、寺泊田尻、寺泊敦ケ曽根、寺泊当新田、寺泊中曽根、寺泊硲田、寺泊万善寺、寺泊平野新村新田、寺泊蛇塚、寺泊町軽井、寺泊求草、寺泊矢田、寺泊鰐口、中条新田、中之島西野および真野代新田を除く。）、見附市、三島郡 |
| 0259     | 佐渡       | 169-2    | 新潟県佐渡市 |
| 026      | 長野       | 173      | 長野県須坂市、千曲市、長野市、上高井郡、上水内郡 |
| 0260     | 阿南町     | 171      | 長野県飯田市（上村、南信濃木沢、南信濃南和田、南信濃八重河内および南信濃和田に限る。）、下伊那郡（阿南町、売木村、下條村、天龍村および泰阜村に限る。） |
| 0261     | 大町       | 172      | 長野県大町市、北安曇郡 |
| 0263     | 松本       | 174      | 長野県安曇野市、塩尻市（木曽平沢、奈良井、贄川および北小野を除く。）、松本市、東筑摩郡 |
| 0264     | 木曾福島   | 175      | 長野県塩尻市（木曽平沢、奈良井および贄川に限る。）、木曽郡（南木曽町田立を除く。） |
| 0265     | 伊那       | 176      | 長野県伊那市、駒ヶ根市、上伊那郡（辰野町を除く。） |
| 0265     | 飯田       | 177      | 長野県飯田市（上村、南信濃木沢、南信濃南和田、南信濃八重河内および南信濃和田を除く。）、下伊那郡（阿南町、売木村、下條村、天龍村および泰阜村を除く。） |
| 0266     | 諏訪       | 178      | 長野県岡谷市、諏訪市、茅野市、上伊那郡辰野町、諏訪郡、塩尻市北小野、山梨県北杜市白州町大武川 |
| 0267     | 小諸       | 179      | 長野県小諸市、北佐久郡（立科町を除く。） |
| 0267     | 佐久       | 180      | 長野県佐久市、北佐久郡立科町、南佐久郡 |
| 0268     | 上田       | 181      | 長野県上田市、東御市、小県郡、埴科郡 |
| 0269     | 中野       | 182      | 長野県中野市、下高井郡山ノ内町 |
| 0269     | 飯山       | 183      | 長野県飯山市、下高井郡（木島平村および野沢温泉村に限る。）、下水内郡 |
| 027      | 前橋       | 185      | 群馬県前橋市 |
| 027      | 高崎       | 186      | 群馬県安中市、高崎市（新町を除く。） |
| 0270     | 伊勢崎     | 184      | 群馬県伊勢崎市、佐波郡 |
| 0274     | 富岡       | 187      | 群馬県富岡市、甘楽郡 |
| 0274     | 藤岡       | 188      | 群馬県高崎市新町、藤岡市、多野郡、埼玉県児玉郡神川町（上阿久原、下阿久原、矢納および渡瀬に限る。） |
| 0276     | 太田       | 189      | 群馬県太田市（市場町、大久保町、大原町、藪塚町、山之神町、寄合町および六千石町を除く。）、館林市、邑楽郡、埼玉県熊谷市妻沼小島 |
| 0277     | 桐生       | 190      | 群馬県太田市（大久保町、大原町、藪塚町、山之神町、寄合町および六千石町に限る。）、桐生市、みどり市 |
| 0278     | 沼田       | 191      | 群馬県沼田市、利根郡 |
| 0279     | 渋川       | 192      | 群馬県渋川市、吾妻郡（高山村、中之条町（赤岩、入山、太子、小雨、生須および日影を除く。）および東吾妻町に限る。）、北群馬郡 |
| 0279     | 長野原     | 193      | 群馬県吾妻郡（高山村、中之条町（赤岩、入山、太子、小雨、生須および日影を除く。）および東吾妻町を除く。） |
| 028      | 宇都宮     | 200      | 栃木県宇都宮市、さくら市、塩谷郡高根沢町、芳賀郡芳賀町 |
| 0280     | 古河       | 194      | 茨城県古河市、坂東市（生子、生子新田、逆井、菅谷および山に限る。）、猿島郡、埼玉県加須市（飯積、伊賀袋、小野袋、柏戸、駒場、栄、本郷、向古河、麦倉、柳生および陽光台に限る。）、栃木県小山市下生井、下都賀郡野木町 |
| 0282     | 栃木       | 195      | 栃木県小山市（上生井および白鳥に限る。）、栃木市、下都賀郡壬生町 |
| 0283     | 佐野       | 196      | 栃木県佐野市 |
| 0284     | 足利       | 197      | 群馬県太田市市場町、栃木県足利市 |
| 0285     | 真岡       | 198      | 栃木県真岡市、芳賀郡（芳賀町を除く。） |
| 0285     | 小山       | 199      | 栃木県小山市（上生井、中河原、中島、下生井、白鳥、福良および梁を除く。）、下野市、河内郡 |
| 0287     | 黒磯       | 201      | 栃木県那須塩原市（東町、あたご町、井口、石林、一区町、宇都野、扇町、遅野沢、折戸、金沢、上赤田、上大貫、上塩原、上横林、北赤田、北二つ室、五軒町、笹沼、三区町、塩原、下大貫、下田野、下永田、新南、関根、関谷、千本松、高阿津、高柳、太夫塚、槻沢、中塩原、永田町、二区町、西赤田、西朝日町、西遅沢、西幸町、西栄町、西富山、西原町、西三島、西大和、接骨木、東赤田、東遅沢、東関根、東三島、蟇沼、二つ室、三島、緑、南赤田、南郷屋、南町、睦、湯本塩原、横林および四区町を除く。）、那須郡那須町 |
| 0287     | 大田原     | 202      | 栃木県大田原市、那須塩原市（東町、あたご町、井口、石林、一区町、宇都野、扇町、遅野沢、折戸、金沢、上赤田、上大貫、上塩原、上横林、北赤田、北二つ室、五軒町、笹沼、三区町、塩原、下大貫、下田野、下永田、新南、関根、関谷、千本松、高阿津、高柳、太夫塚、槻沢、中塩原、永田町、二区町、西赤田、西朝日町、西遅沢、西幸町、西栄町、西富山、西原町、西三島、西大和、接骨木、東赤田、東遅沢、東関根、東三島、蟇沼、二つ室、三島、緑、南赤田、南郷屋、南町、睦、湯本塩原、横林および四区町に限る。）、矢板市、塩谷郡塩谷町 |
| 0287     | 烏山       | 203      | 栃木県那須烏山市、那須郡那珂川町 |
| 0288     | 今市       | 204      | 栃木県日光市 |
| 0289     | 鹿沼       | 205      | 栃木県鹿沼市 |
| 029      | 水戸       | 207      | 茨城県那珂市、ひたちなか市、水戸市、那珂郡、東茨城郡（茨城町、大洗町および城里町（大網、小勝、上赤沢、真端、塩子、下赤沢および徳蔵を除く。）に限る。） |
| 029      | 土浦       | 216      | 茨城県稲敷市（阿波崎、阿波崎新田、飯島、伊崎、伊佐津、伊佐部、市崎、戌渡、今、大島、太田、押砂、小野、釜井、上須田、上根本、上之島、結佐、神崎新宿、神崎本宿、幸田、石納、境島、佐原、佐原組新田、佐原下手、柴崎、清水、下太田、下須田、下須田新田、下根本、新橋、角崎、清久島、手賀組新田、寺内、中島、中山、西代、野間谷原、羽賀浦、橋向、八千石、東大沼、福田、堀川、曲渕、町田、狸穴、三島、光葉、南太田、本新、八筋川、余津谷、四ッ谷、六角および脇川を除く。）、牛久市、かすみがうら市（有河、安食、一の瀬、一の瀬上流、岩坪、牛渡、大和田、男神、柏崎、上大堤、上軽部、加茂、坂、宍倉、志戸崎、下大堤、下軽部、田伏、戸崎、中台、西成井、深谷、三ツ木および南根本に限る。）、つくば市、土浦市、稲敷郡（阿見町および美浦村に限る。） |
| 0291     | 鉾田       | 206      | 茨城県行方市（内宿、小貫、小幡、北高岡、中根、長野江、次木、成田、繁昌、南高岡、三和、山田、行戸、吉川および両宿に限る。）、鉾田市 |
| 0293     | 高萩       | 208      | 茨城県北茨城市、高萩市 |
| 0294     | 常陸太田   | 209      | 茨城県日立市、常陸太田市 |
| 0295     | 常陸大宮   | 210-2    | 茨城県常陸大宮市 |
| 0295     | 大子       | 211      | 茨城県久慈郡 |
| 0296     | 笠間       | 212      | 茨城県笠間市（安居、泉、泉市野谷入会地、市野谷、押辺、上郷、下郷、土師、福島および吉岡を除く。）、桜川市（青木、阿部田、大国玉、大曽根、金敷、高久、高森、羽田、東飯田、真壁町および本木を除く。）、東茨城郡城里町（大網、小勝、上赤沢、真端、塩子、下赤沢および徳蔵に限る。） |
| 0296     | 下館       | 213      | 茨城県桜川市（青木、阿部田、大国玉、大曽根、金敷、高久、高森、羽田、東飯田、真壁町および本木に限る。）、下妻市、筑西市、結城市、結城郡、栃木県小山市（中河原、中島、福良および梁に限る。） |
| 0297     | 竜ケ崎     | 214      | 茨城県稲敷市（伊崎、伊佐津、戌渡、太田、小野、上根本、柴崎、下太田、下根本、角崎、寺内、中山、羽賀浦、堀川、狸穴および南太田に限る。）、取手市、龍ケ崎市、稲敷郡河内町、北相馬郡 |
| 0297     | 水海道     | 215      | 茨城県常総市、つくばみらい市、坂東市（生子、生子新田、逆井、菅谷および山を除く。）、守谷市 |
| 0299     | 石岡       | 217      | 茨城県石岡市、小美玉市、笠間市（安居、泉、泉市野谷入会地、市野谷、押辺、上郷、下郷、土師、福島および吉岡に限る。）、かすみがうら市（有河、安食、一の瀬、一の瀬上流、岩坪、牛渡、大和田、男神、柏崎、上大堤、上軽部、加茂、坂、宍倉、志戸崎、下大堤、下軽部、田伏、戸崎、中台、西成井、深谷、三ツ木および南根本を除く。）、行方市（荒宿、井上、井上藤井、沖洲、西蓮寺、芹沢、玉造乙、玉造甲、手賀、捻木、羽生、浜、藤井、八木蒔、谷島および若海に限る。） |
| 0299     | 潮来       | 218      | 茨城県潮来市、稲敷市（阿波崎、阿波崎新田、飯島、伊佐部、市崎、今、大島、押砂、釜井、上須田、上之島、結佐、神崎神宿、神崎本宿、幸田、石納、境島、佐原、佐原下手、佐原組新田、清水、下須田、下須田新田、新橋、清久島、手賀組新田、中島、西代、野間谷原、橋向、八千石、東大沼、福田、曲渕、町田、三島、光葉、本新、八筋川、余津谷、四ッ谷、六角および脇川に限る。）、鹿嶋市、神栖市（太田、太田新町、須田、砂山、土合北、土合中央、土合西、土合東、土合本町、土合南、波崎、波崎新港、矢田部、柳川、柳川中央および若松中央を除く。）、行方市（荒宿、井上、井上藤井、内宿、沖洲、小貫、小幡、北高岡、西蓮寺、芹沢、玉造乙、玉造甲、手賀、中根、長野江、次木、成田、捻木、羽生、浜、繁昌、藤井、南高岡、三和、八木蒔、谷島、山田、行戸、吉川、両宿および若海を除く。） |
| 03       | 東京       | 219      | 東京都23区、狛江市（西和泉を除く。）、調布市（入間町、国領町八丁目、仙川町、西つつじヶ丘二丁目、東つつじヶ丘、緑ヶ丘および若葉町に限る。）、三鷹市中原一丁目 |
| 04       | 所沢       | 227      | 埼玉県入間市、狭山市、所沢市 |
| 04       | 鴨川       | 244      | 千葉県鴨川市 |
| 04       | 柏         | 245      | 千葉県我孫子市、柏市、流山市、野田市 |
| 042      | 国分寺     | 221      | 東京都稲城市、小金井市（梶野町一丁目から四丁目まで並びに東町二丁目および三丁目を除く。）、国分寺市（高木町、内藤、西町、光町、日吉町二丁目および三丁目、富士本並びに戸倉三丁目を除く。）、小平市（鈴木町二丁目、花小金井および花小金井南町を除く。）、多摩市、東村山市、府中市（押立町四丁目および五丁目、北山町、西原町二丁目から四丁目まで並びに西府町四丁目を除く。） |
| 042      | 立川       | 223      | 東京都昭島市、あきる野市、国立市、国分寺市（高木町、内藤、西町、光町、日吉町二丁目および三丁目、富士本並びに戸倉三丁目に限る。）、立川市、羽村市、東大和市、日野市、府中市（北山町、西原町二丁目から四丁目までおよび西府町四丁目に限る。）、福生市、武蔵村山市、西多摩郡（奥多摩町を除く。） |
| 042      | 八王子     | 224      | 東京都八王子市、神奈川県相模原市緑区（小原、小渕、佐野川、澤井、寸沢嵐、千木良、名倉、日連、牧野、吉野、与瀬、与瀬本町および若柳に限る。） |
| 042      | 相模原     | 225      | 東京都町田市（三輪町および三輪緑山を除く。）、神奈川県相模原市（緑区（小原、小渕、佐野川、澤井、寸沢嵐、千木良、名倉、日連、牧野、吉野、与瀬、与瀬本町および若柳に限る。）および南区（磯部、新磯野一丁目および三丁目から五丁目まで、新戸、相武台並びに相武台団地に限る。）を除く。）、座間市（相模が丘一丁目および五丁目に限る。） |
| 042      | 飯能       | 228      | 埼玉県飯能市、日高市 |
| 042      | 武蔵野三鷹 | 222      | 東京都清瀬市、小平市（鈴木町二丁目、花小金井および花小金井南町に限る。）、狛江市西和泉、調布市（入間町、国領町八丁目、深大寺東町七丁目、仙川町、西つつじヶ丘二丁目、東つつじヶ丘、緑ヶ丘、若葉町および野水を除く。）、西東京市（新町を除く。）、東久留米市、府中市（押立町四丁目および五丁目に限る。）、埼玉県新座市（石神一丁目および三丁目から五丁目まで、栗原、新堀、西堀並びに野寺一丁目および五丁目に限る。） |
| 0422     | 武蔵野三鷹 | 220      | 東京都小金井市（梶野町一丁目から四丁目まで並びに東町二丁目および三丁目に限る。）、調布市（深大寺東町七丁目および野水に限る。）、西東京市新町、三鷹市（中原一丁目を除く。）、武蔵野市 |
| 0428     | 青梅       | 226      | 東京都青梅市、西多摩郡奥多摩町、山梨県北都留郡 |
| 043      | 千葉       | 229      | 千葉県佐倉市、千葉市（花見川区（柏井、柏井町および横戸町に限る。）を除く。）、八街市、四街道市、印旛郡酒々井町 |
| 0436     | 市原       | 230      | 千葉県市原市 |
| 0438     | 木更津     | 231      | 千葉県木更津市、袖ヶ浦市 |
| 0439     | 木更津     | 232      | 千葉県君津市、富津市 |
| 044      | 川崎       | 233      | 神奈川県川崎市、東京都町田市（三輪町および三輪緑山に限る。） |
| 045      | 横浜       | 234      | 神奈川県横浜市 |
| 046      | 厚木       | 236-2    | 神奈川県厚木市、海老名市、相模原市南区（磯部、新磯野一丁目および三丁目から五丁目まで、新戸、相武台並びに相武台団地に限る。）、座間市（相模が丘一丁目および五丁目を除く。）、大和市、愛甲郡 |
| 046      | 横須賀     | 241      | 神奈川県逗子市（小坪の大部分を除く。）、三浦市、横須賀市、三浦郡 |
| 0460     | 小田原     | 235      | 神奈川県足柄下郡箱根町、静岡県裾野市茶畑 |
| 0465     | 小田原     | 238      | 神奈川県小田原市、南足柄市、足柄上郡、足柄下郡（真鶴町および湯河原町に限る。）、静岡県熱海市（泉元宮上分、泉元宮下分および泉元門川分に限る。） |
| 0463     | 平塚       | 237      | 神奈川県伊勢原市、秦野市、平塚市、中郡 |
| 0466     | 藤沢       | 239      | 神奈川県藤沢市 |
| 0467     | 藤沢       | 240      | 神奈川県綾瀬市、鎌倉市、逗子市小坪（一部を除く。）、茅ヶ崎市、高座郡 |
| 047      | 市川       | 246      | 千葉県市川市、浦安市、鎌ヶ谷市（くぬぎ山一丁目から四丁目までに限る。）、船橋市（上山町一丁目、古作町、古作、西船五丁目から七丁目まで、東中山、藤原一丁目および二丁目、二子町、本郷町並びに本中山に限る。）、松戸市 |
| 047      | 船橋       | 247      | 千葉県鎌ヶ谷市（くぬぎ山一丁目から四丁目までを除く。）、千葉市花見川区（柏井、柏井町および横戸町に限る。）、習志野市、船橋市（上山町一丁目、古作町、古作、西船五丁目から七丁目まで、東中山、藤原一丁目および二丁目、二子町、本郷町並びに本中山を除く。）、八千代市、白井市 |
| 0470     | 館山       | 242      | 千葉県館山市、南房総市、安房郡 |
| 0470     | 大原       | 243      | 千葉県いすみ市、勝浦市、夷隅郡 |
| 0475     | 東金       | 248      | 千葉県大網白里市、東金市、山武市（松尾町を除く。）、山武郡九十九里町 |
| 0475     | 茂原       | 249      | 千葉県茂原市、長生郡 |
| 0476     | 成田       | 250      | 千葉県印西市、富里市、成田市、印旛郡（酒々井町を除く。） |
| 0478     | 佐原       | 251      | 千葉県香取市、香取郡（神崎町および東庄町に限る。） |
| 0479     | 銚子       | 252      | 茨城県神栖市（太田、太田新町、須田、砂山、土合北、土合中央、土合西、土合東、土合本町、土合南、波崎、波崎新港、矢田部、柳川、柳川中央および若松中央に限る。）、千葉県銚子市 |
| 0479     | 八日市場   | 253      | 千葉県旭市、山武市松尾町、匝瑳市、香取郡多古町、山武郡（九十九里町を除く。） |
| 048      | 浦和       | 254      | 埼玉県上尾市、桶川市、春日部市、さいたま市、蓮田市、北足立郡 |
| 048      | 川口       | 255      | 埼玉県朝霞市、川口市、志木市、戸田市、新座市（石神一丁目および三丁目から五丁目まで、栗原、新堀、西堀並びに野寺一丁目および五丁目を除く。）、富士見市（水谷東二丁目および三丁目に限る。）、和光市、蕨市 |
| 048      | 熊谷       | 257-2    | 埼玉県北本市、行田市、熊谷市（相上、冑山、吉所敷、小八林、高本、玉作、津田、津田新田、沼黒、船木台、箕輪、向谷および妻沼小島を除く。）、鴻巣市、羽生市、深谷市、大里郡 |
| 048      | 草加       | 258      | 埼玉県越谷市、草加市、三郷市、八潮市、吉川市､北葛飾郡（杉戸町を除く。） |
| 0480     | 久喜       | 256      | 埼玉県加須市（飯積、伊賀袋、小野袋、柏戸、駒場、栄、本郷、向古河、麦倉、柳生および陽光台を除く。）、久喜市、幸手市、白岡市、北葛飾郡杉戸町、南埼玉郡 |
| 049      | 川越       | 259      | 埼玉県川越市、坂戸市、鶴ヶ島市、富士見市（水谷東二丁目および三丁目を除く。）、ふじみ野市、入間郡、比企郡（川島町および鳩山町に限る。） |
| 0493     | 東松山     | 260      | 埼玉県熊谷市（相上、冑山、吉所敷、小八林、高本、玉作、津田、津田新田、沼黒、船木台、箕輪および向谷に限る。）、東松山市、秩父郡東秩父村、比企郡（小川町、ときがわ町、滑川町、吉見町および嵐山町に限る。） |
| 0494     | 秩父       | 261      | 埼玉県秩父市、秩父郡（東秩父村を除く。） |
| 0495     | 本庄       | 262      | 埼玉県本庄市、児玉郡（神川町（上阿久原、下阿久原、矢納および渡瀬を除く。）、上里町および美里町に限る。） |
| 04992    | 伊豆大島   | 263      | 東京都大島町、神津島村、利島村、新島村 |
| 04994    | 三宅       | 264      | 東京都御蔵島村、三宅村 |
| 04996    | 八丈島     | 265      | 東京都青ヶ島村、八丈町 |
| 04998    | 小笠原     | 266      | 東京都小笠原村 |
| 052      | 名古屋     | 267      | 愛知県あま市、尾張旭市（霞ヶ丘町、庄南町、東名西町、西山町、東山町および吉岡町に限る。）、清須市、東海市（大田町、加木屋町、高横須賀町、元浜町、養父町、横須賀町、中ノ池および中央町を除く。）、名古屋市、日進市（赤池町、赤池、浅田町、梅森町および香久山に限る。）、海部郡大治町、愛知郡東郷町（春木の一部に限る。） |
| 053      | 浜松       | 268      | 静岡県湖西市、浜松市 |
| 0531     | 田原       | 269-2    | 愛知県田原市 |
| 0532     | 豊橋       | 272      | 愛知県豊橋市 |
| 0533     | 豊橋       | 273      | 愛知県蒲郡市、豊川市 |
| 0536     | 新城       | 274-2    | 愛知県新城市 |
| 0536     | 設楽       | 276-2    | 愛知県北設楽郡 |
| 0537     | 掛川       | 280      | 静岡県御前崎市（御前崎、白羽および港を除く。）、掛川市、菊川市（牛渕、倉沢、小沢および沢水加を除く。） |
| 0538     | 磐田       | 281      | 静岡県磐田市（家田、壱貫地、岩室、大平、大当所、掛下、上神増、上野部、神増、合代島、敷地、下神増、下野部、新開、惣兵衛下新田、平松、松之木島、万瀬、三家、虫生および社山を除く。）、袋井市、周智郡 |
| 0539     | 天竜       | 282      | 静岡県磐田市（家田、壱貫地、岩室、大平、大当所、掛下、上神増、上野部、神増、合代島、敷地、下神増、下野部、新開、惣兵衛下新田、平松、松之木島、万瀬、三家、虫生および社山に限る。） |
| 054      | 静岡       | 283-2    | 静岡県静岡市、藤枝市、焼津市 |
| 0544     | 富士宮     | 285      | 静岡県富士宮市 |
| 0545     | 富士       | 286      | 静岡県富士市 |
| 0547     | 島田       | 287      | 静岡県島田市、榛原郡川根本町 |
| 0548     | 榛原       | 288      | 静岡県御前崎市（御前崎、白羽および港に限る。）、菊川市（牛渕、倉沢、小沢および沢水加に限る。）、牧之原市、榛原郡吉田町 |
| 055      | 甲府       | 291      | 山梨県甲斐市（岩森、宇津谷、大垈、志田、下今井、菖蒲澤、團子新居および龍地を除く。）、甲府市（梯町および古関町を除く。）、中央市、笛吹市（一宮町および春日居町を除く。）、南アルプス市、中巨摩郡、西八代郡市川三郷町（岩下、岩間、落居、鴨狩津向、楠甫、五八、葛籠沢、寺所および宮原を除く。） |
| 055      | 沼津       | 300      | 静岡県伊豆の国市（浮橋、大仁、神島、下畑、白山堂、宗光寺、星和、田京、立花、田中山、田原野、長者原、中島、御門、三福、守木および吉田を除く。）、裾野市（茶畑の一部を除く。）、沼津市（井田および戸田を除く。）、三島市、駿東郡（清水町および長泉町に限る。）、田方郡 |
| 0550     | 御殿場     | 289      | 静岡県御殿場市、駿東郡小山町 |
| 0551     | 韮崎       | 290      | 山梨県甲斐市（岩森、宇津谷、大垈、志田、下今井、菖蒲澤、團子新居および龍地に限る。）、韮崎市、北杜市（白州町大武川を除く。） |
| 0553     | 山梨       | 292      | 山梨県甲州市、笛吹市（一宮町および春日居町に限る。）、山梨市 |
| 0554     | 大月       | 293      | 山梨県上野原市、大月市、都留市、南都留郡道志村 |
| 0555     | 吉田       | 294      | 山梨県甲府市（梯町および古関町に限る。）、富士吉田市、南都留郡（忍野村、鳴沢村、西桂町、富士河口湖町および山中湖村に限る｡ ） |
| 0556     | 鰍沢青柳   | 295      | 山梨県西八代郡市川三郷町（岩下、岩間、落居、鴨狩津向、楠甫、五八、葛籠沢、寺所および宮原に限る。）、南巨摩郡（早川町、富士川町および身延町（相又、粟倉、梅平、大崩、大島、大城、大垈、大野、小田船原、帯金、門野、上八木沢、下八木沢、下山、清子、角打、椿草里、波木井、樋之上、丸滝、光子沢、身延、横根中および和田を除く。）に限る。） |
| 0556     | 身延       | 296      | 山梨県南巨摩郡（南部町および身延町（相又、粟倉、梅平、大崩、大島、大城、大垈、大野、小田船原、帯金、門野、上八木沢、下八木沢、下山、清子、角打、椿草里、波木井、樋之上、丸滝、光子沢、身延、横根中および和田に限る。）に限る。） |
| 0557     | 伊東       | 297      | 静岡県熱海市（泉元宮上分、泉元宮下分および泉元門川分を除く。）、伊豆市冷川、伊東市、賀茂郡東伊豆町 |
| 0558     | 修善寺大仁 | 298      | 静岡県伊豆市（冷川を除く。）、伊豆の国市（浮橋、大仁、神島、下畑、白山堂、宗光寺、星和、田京、立花、田中山、田原野、長者原、中島、御門、三福、守木および吉田に限る。）、沼津市（井田および戸田に限る。） |
| 0558     | 下田       | 299      | 静岡県下田市、賀茂郡（河津町、西伊豆町、松崎町および南伊豆町に限る。） |
| 0561     | 瀬戸       | 301-3    | 愛知県尾張旭市（霞ヶ丘町、庄南町、東名西町、西山町、東山町および吉岡町を除く。）、瀬戸市（鹿乗町を除く。）、長久手市、日進市（赤池町、赤池、浅田町、梅森町および香久山を除く。）、みよし市、愛知郡東郷町（春木の一部を除く。） |
| 0562     | 尾張横須賀 | 304      | 愛知県大府市、知多市（神田、新広見、旭南、金沢、新舞子および南粕谷を除く。）、東海市（大田町、加木屋町、高横須賀町、元浜町、養父町、横須賀町、中ノ池および中央町に限る。）、豊明市、知多郡東浦町 |
| 0563     | 西尾       | 305      | 愛知県西尾市 |
| 0564     | 岡崎       | 306      | 愛知県岡崎市、額田郡 |
| 0565     | 豊田       | 307      | 愛知県豊田市 |
| 0566     | 刈谷       | 308      | 愛知県安城市、刈谷市、高浜市、知立市、碧南市 |
| 0567     | 津島       | 309-2    | 愛知県愛西市、稲沢市平和町、津島市、弥富市、海部郡（大治町を除く。）、三重県桑名郡 |
| 0568     | 春日井     | 312      | 愛知県犬山市、春日井市、北名古屋市、小牧市、瀬戸市（鹿乗町に限る。）、西春日井郡 |
| 0569     | 半田       | 313      | 愛知県知多市（神田、新広見、旭南、金沢、新舞子および南粕谷に限る。）、常滑市、半田市、知多郡（阿久比町、武豊町、南知多町および美浜町に限る。） |
| 0572     | 多治見     | 314      | 岐阜県恵那市明智町吉良見、多治見市、土岐市、瑞浪市 |
| 0573     | 恵那       | 315      | 岐阜県恵那市（明智町吉良見を除く。）、中津川市蛭川 |
| 0573     | 中津川     | 316      | 岐阜県中津川市（蛭川を除く。）、長野県木曽郡南木曽町田立 |
| 0574     | 美濃加茂   | 317      | 岐阜県可児市、美濃加茂市、可児郡、加茂郡（川辺町、坂祝町、七宗町、富加町および八百津町に限る。） |
| 0574     | 美濃白川   | 318      | 岐阜県加茂郡（白川町および東白川村に限る。） |
| 0575     | 関         | 319      | 岐阜県関市（板取、洞戸阿部、洞戸市場、洞戸大野、洞戸小瀬見、洞戸尾倉、洞戸片、洞戸栗原、洞戸黒谷、洞戸高賀、洞戸高見、洞戸小坂、洞戸菅谷、洞戸通元寺および洞戸飛瀬を除く。）、美濃市 |
| 0575     | 郡上八幡   | 320      | 岐阜県郡上市 |
| 0576     | 下呂       | 321      | 岐阜県下呂市 |
| 05769    | 荘川       | 322      | 岐阜県高山市荘川町、大野郡 |
| 0577     | 高山       | 323      | 岐阜県高山市（奥飛騨温泉郷、上宝町および荘川町を除く。）、飛騨市（神岡町を除く。） |
| 0578     | 神岡       | 324      | 岐阜県高山市（奥飛騨温泉郷および上宝町に限る。）、飛騨市神岡町 |
| 058      | 岐阜       | 325-2    | 岐阜県各務原市（川島笠田町、川島北山町、川島小網町、川島河田町、川島竹早町、川島松倉町、川島松原町、川島緑町および川島渡町を除く。）、岐阜市、羽島市、本巣市（浅木、海老、上真桑、軽海、小柿、国領、下福島、下真桑、十四条、宗慶、温井、政田、有里、石神、石原、数屋、上高屋、上保、北野、郡府、七五三、随原、長屋、早野、春近、仏生寺、三橋、見延および屋井に限る｡ ）、本巣郡、羽島郡、瑞穂市（呂久を除く｡ ） |
| 0581     | 高富       | 326-3    | 岐阜県関市（板取、洞戸阿部、洞戸市場、洞戸大野、洞戸小瀬見、洞戸尾倉、洞戸片、洞戸栗原、洞戸黒谷、洞戸高賀、洞戸高見、洞戸小坂、洞戸菅谷、洞戸通元寺および洞戸飛瀬に限る。）、山県市、揖斐郡揖斐川町徳山、本巣市（浅木、海老、上真桑、軽海、小柿、国領、下福島、下真桑、十四条、宗慶、温井、政田、有里、石神、石原、数屋、上高屋、上保、北野、郡府、七五三、随原、長屋、早野、春近、仏生寺、三橋、見延および屋井を除く｡） |
| 0584     | 大垣       | 332      | 岐阜県大垣市、海津市、瑞穂市呂久、安八郡、揖斐郡池田町市橋、不破郡、養老郡 |
| 0585     | 揖斐川     | 333      | 岐阜県揖斐郡（池田町市橋および揖斐川町徳山を除く。） |
| 0586     | 一宮       | 334-2    | 愛知県一宮市、稲沢市（西島町、生出上山町、生出河戸町、生出郷前町、生出西道根町、生出東道根町、生出横西町および横野町に限る。）、岐阜県各務原市（川島笠田町、川島北山町、川島小網町、川島河田町、川島竹早町、川島松倉町、川島松原町、川島緑町および川島渡町に限る。） |
| 0587     | 一宮       | 336      | 愛知県稲沢市（西島町、生出上山町、生出河戸町、生出郷前町、生出西道根町、生出東道根町、生出横西町、平和町および横野町を除く。）、岩倉市、江南市、丹羽郡 |
| 059      | 津         | 337      | 三重県津市 |
| 059      | 四日市     | 338      | 三重県鈴鹿市、四日市市、三重郡 |
| 0594     | 桑名       | 339      | 三重県いなべ市、桑名市、員弁郡 |
| 0595     | 上野       | 340      | 三重県伊賀市、名張市 |
| 0595     | 亀山       | 341-2    | 三重県亀山市 |
| 0596     | 伊勢       | 343      | 三重県伊勢市、多気郡明和町、度会郡（玉城町、南伊勢町（阿曽浦、大江、大方竈 、小方竈、神前浦、河内、古和浦、新桑竈、慥柄浦、棚橋竈、東宮、栃木竈、奈屋浦、贄浦、方座浦、道方、道行竈および村山に限る。）および度会町に限る。） |
| 0597     | 尾鷲       | 344-3    | 三重県尾鷲市、北牟婁郡紀北町 |
| 0597     | 熊野       | 347      | 三重県熊野市 |
| 05979    | 熊野       | 348      | 三重県南牟婁郡御浜町 |
| 0598     | 松阪       | 349-2    | 三重県松阪市、多気郡多気町 |
| 0598     | 三瀬谷     | 355-2    | 三重県多気郡大台町、度会郡大紀町 |
| 0599     | 鳥羽       | 357      | 三重県鳥羽市 |
| 0599     | 阿児       | 358-2    | 三重県志摩市、度会郡南伊勢町（阿曽浦、大江、大方竈 、小方竈、神前浦、河内、古和浦、新桑竈、慥柄浦、棚橋竈、東宮、栃木竈、奈屋浦、贄浦、方座浦、道方、道行竈および村山を除く。） |
| 06       | 大阪       | 363      | 大阪府池田市空港、大阪市（東住吉区矢田七丁目および平野区長吉川辺四丁目を除く。）、門真市（石原町、泉町、一番町、大倉町、垣内町、桑才新町、幸福町、寿町、栄町、小路町、新橋町、末広町、月出町、堂山町、殿島町、中町、浜町、速見町、東田町、深田町、古川町、本町、松生町、松葉町、御堂町、向島町、元町、柳田町および柳町に限る。）、吹田市、摂津市（北別府町、新在家、正雀、正雀本町、庄屋、千里丘、千里丘新町、千里丘東四丁目および五丁目、西一津屋、浜町、東正雀、東一津屋、東別府、一津屋、別府、三島、南千里丘並びに南別府町に限る。）、豊中市、東大阪市（旭町、池島町、池之端町、出雲井町、出雲井本町、稲葉、今米、岩田町（三丁目を除く。）、瓜生堂一丁目、加納、上石切町、上四条町、上六万寺町、川中、川田、河内町、神田町、喜里川町、北石切町、北鴻池町、客坊町、日下町、五条町、鴻池町、鴻池徳庵町、鴻池本町、鴻池元町、古箕輪、桜町、四条町、島之内、下六万寺町、昭和町、新池島町、新鴻池町、新町、新庄、末広町、角田、善根寺町、鷹殿町、宝町、立花町、玉串町西、玉串町東、玉串元町、豊浦町、鳥居町、中石切町、中新開、中野、中鴻池町、南荘町、西石切町、西岩田一丁目、西鴻池町、額田町、布市町、箱殿町、花園西町、花園東町、花園本町、東石切町、東鴻池町、東豊浦町、東山町、菱江、菱屋東、瓢箪山町、本庄中一丁目、本町、松原、松原南、水走、南鴻池町、南四条町、箕輪、御幸町、元町、山手町、弥生町、横小路町、横枕、横枕西、横枕南、吉田、吉田本町、吉田下島、吉原、六万寺町および若草町を除く。）、守口市、八尾市（竹渕、竹渕西および竹渕東に限る。）、兵庫県尼崎市 |
| 072      | 寝屋川     | 364      | 大阪府交野市、門真市（石原町、泉町、一番町、大倉町、垣内町、桑才新町、幸福町、寿町、栄町、小路町、新橋町、末広町、月出町、堂山町、殿島町、中町、浜町、速見町、東田町、深田町、古川町、本町、松生町、松葉町、御堂町、向島町、元町、柳田町および柳町を除く。）、四條畷市（上田原、さつきヶ丘、下田原、田原台および緑風台を除く。）、大東市、寝屋川市、東大阪市（加納五丁目から八丁目までに限る。）、枚方市 |
| 072      | 堺         | 366-2    | 大阪府大阪市（東住吉区矢田七丁目および平野区長吉川辺四丁目に限る。）、大阪狭山市、堺市、高石市、富田林市（青葉丘、加太、廿山、五軒家および新青葉丘町に限る。）、松原市 |
| 072      | 岸和田貝塚 | 368      | 大阪府泉佐野市、貝塚市、岸和田市、泉南市、阪南市、泉南郡、泉北郡忠岡町新浜 |
| 072      | 茨木       | 370      | 大阪府茨木市、摂津市（北別府町、新在家、正雀、正雀本町、庄屋、千里丘、千里丘新町、千里丘東四丁目および五丁目、西一津屋、浜町、東正雀、東一津屋、東別府、一津屋、別府、三島、南千里丘並びに南別府町を除く。）、高槻市 |
| 072      | 池田       | 371      | 大阪府池田市（空港を除く。）、箕面市、豊能郡、兵庫県伊丹市、川西市、宝塚市（長尾台、花屋敷荘園、花屋敷つつじガ丘、花屋敷松ガ丘、雲雀丘、雲雀丘山手およびふじガ丘に限る。）、川辺郡 |
| 072      | 八尾       | 372      | 大阪府柏原市、羽曳野市、東大阪市（旭町、池島町、池之端町、出雲井町、出雲井本町、稲葉、今米、岩田町（三丁目を除く。）、瓜生堂一丁目、加納（一丁目から四丁目までに限る。）、上石切町、上四条町、上六万寺町、川中、川田、河内町、神田町、喜里川町、北石切町、北鴻池町、客坊町、日下町、五条町、鴻池町、鴻池徳庵町、鴻池本町、鴻池元町、古箕輪、桜町、四条町、島之内、下六万寺町、昭和町、新池島町、新鴻池町、新町、新庄、末広町、角田、善根寺町、鷹殿町、宝町、立花町、玉串町西、玉串町東、玉串元町、豊浦町、鳥居町、中石切町、中新開、中野、中鴻池町、南荘町、西石切町、西岩田一丁目、西鴻池町、額田町、布市町、箱殿町、花園西町、花園東町、花園本町、東石切町、東鴻池町、東豊浦町、東山町、菱江、菱屋東、瓢箪山町、本庄中一丁目、本町、松原、松原南、水走、南鴻池町、南四条町、箕輪、御幸町、元町、山手町、弥生町、横小路町、横枕、横枕西、横枕南、吉田、吉田本町、吉田下島、吉原、六万寺町および若草町に限る。）、藤井寺市、八尾市（竹渕、竹渕西および竹渕東を除く。） |
| 0721     | 富田林     | 365      | 大阪府河内長野市、富田林市（青葉丘、加太、廿山、五軒家および新青葉丘町を除く。）、南河内郡 |
| 0725     | 和泉       | 369      | 大阪府和泉市、泉大津市、泉北郡（忠岡町新浜を除く。） |
| 073      | 和歌山     | 373-2    | 和歌山県海南市、和歌山市、海草郡 |
| 0735     | 新宮       | 374      | 三重県南牟婁郡紀宝町、和歌山県新宮市、田辺市本宮町、東牟婁郡（北山村、太地町および那智勝浦町に限る。） |
| 0735     | 串本       | 375      | 和歌山県東牟婁郡（串本町および古座川町に限る。） |
| 0736     | 岩出       | 376      | 和歌山県岩出市、紀の川市 |
| 0736     | 和歌山橋本 | 377      | 和歌山県橋本市、伊都郡（かつらぎ町（花園新子、花園池ノ窪、花園北寺、花園久木、花園中南および花園梁瀬に限る。）を除く。） |
| 0737     | 湯浅       | 378      | 和歌山県有田市、有田郡、伊都郡かつらぎ町（花園新子、花園池ノ窪、花園北寺、花園久木、花園中南および花園梁瀬に限る。） |
| 0738     | 御坊       | 379      | 和歌山県御坊市、日高郡（印南町、日高町、日高川町、美浜町および由良町に限る。） |
| 0739     | 田辺       | 380      | 和歌山県田辺市（本宮町を除く。）、西牟婁郡、日高郡みなべ町 |
| 0740     | 今津       | 381      | 滋賀県高島市 |
| 0742     | 奈良       | 382      | 奈良県奈良市（藺生町、荻町、小倉町、上深川町、下深川町、月ヶ瀬石打、月ヶ瀬尾山、月ヶ瀬嵩、月ヶ瀬月瀬、月ヶ瀬長引、月ヶ瀬桃香野、都祁小山戸町、都祁甲岡町、都祁こぶしが丘、都祁白石町、都祁相河町、都祁友田町、都祁吐山町、都祁馬場町、都祁南之庄町、針ヶ別所町、針町および来迎寺町を除く。） |
| 0743     | 奈良       | 383-2    | 大阪府四條畷市（上田原、さつきヶ丘、下田原、田原台および緑風台に限る。）、京都府相楽郡（笠置町および南山城村に限る。）、奈良県生駒市、宇陀市（室生小原、室生染田、室生多田および室生無山に限る。）、天理市、奈良市（藺生町、荻町、小倉町、上深川町、下深川町、月ヶ瀬石打、月ヶ瀬尾山、月ヶ瀬嵩、月ヶ瀬月瀬、月ヶ瀬長引、月ヶ瀬桃香野、都祁小山戸町、都祁甲岡町、都祁こぶしが丘、都祁白石町、都祁相河町、都祁友田町、都祁吐山町、都祁馬場町、都祁南之庄町、針ヶ別所町、針町および来迎寺町に限る。）、大和郡山市、生駒郡安堵町、磯城郡川西町下永、山辺郡 |
| 0744     | 大和高田   | 385-2    | 奈良県橿原市、桜井市、磯城郡田原本町、高市郡（明日香村および高取町（越智、車木、寺崎および丹生谷を除く。）に限る。） |
| 0745     | 大和高田   | 387      | 奈良県香芝市、葛城市、御所市、大和高田市、生駒郡（斑鳩町、三郷町および平群町に限る。）、北葛城郡、磯城郡（川西町（下永を除く。）および三宅町に限る。）、高市郡高取町（越智、車木、寺崎および丹生谷に限る。）、吉野郡大淀町（今木、大岩および鉾立に限る。） |
| 0745     | 大和榛原   | 388      | 奈良県宇陀市（室生小原、室生染田、室生多田および室生無山を除く。）、宇陀郡 |
| 0746     | 吉野       | 389-2    | 奈良県吉野郡（大淀町（北野、北六田、中増、西増、新野、馬佐、比曽および増口に限る。）、川上村、東吉野村および吉野町に限る。） |
| 0746     | 十津川     | 392      | 奈良県吉野郡十津川村 |
| 07468    | 上北山     | 393      | 奈良県吉野郡（上北山村および下北山村に限る。） |
| 0747     | 五条       | 394-2    | 奈良県五條市、吉野郡野迫川村 |
| 0747     | 下市       | 396      | 奈良県吉野郡（大淀町（今木、大岩、北野、北六田、中増、西増、新野、馬佐、比曽、鉾立および増口を除く。）、黒滝村、下市町および天川村に限る。） |
| 0748     | 八日市     | 397      | 滋賀県近江八幡市、東近江市（愛東外町、青山町、池庄町、池之尻町、市ヶ原町、今在家町、妹町、上中野町、梅林町、大沢町、大清水町、大萩町、大林町、小倉町、長町、上岸本町、上山町、祇園町、北坂町、北清水町、北花沢町、北菩提寺町、小池町、小田苅町、小八木町、下一色町、下岸本町、下里町、下中野町、清水中町、勝堂町、僧坊町、曽根町、園町、大覚寺町、中一色町、中岸本町、中里町、中戸町、鯰江町、西菩提寺町、百済寺甲町、百済寺町、百済寺本町、平尾町、平松町、平柳町、南清水町、南花沢町、南菩提寺町、湯屋町、横溝町および読合堂町を除く。）、蒲生郡 |
| 0748     | 水口       | 398      | 滋賀県甲賀市、湖南市 |
| 0749     | 彦根       | 399      | 滋賀県東近江市（愛東外町、青山町、池庄町、池之尻町、市ヶ原町、今在家町、妹町、上中野町、梅林町、大沢町、大清水町、大萩町、大林町、小倉町、長町、上岸本町、上山町、祇園町、北坂町、北清水町、北花沢町、北菩提寺町、小池町、小田苅町、小八木町、下一色町、下岸本町、下里町、下中野町、清水中町、勝堂町、僧坊町、曽根町、園町、大覚寺町、中一色町、中岸本町、中里町、中戸町、鯰江町、西菩提寺町、百済寺甲町、百済寺町、百済寺本町、平尾町、平松町、平柳町、南清水町、南花沢町、南菩提寺町、湯屋町、横溝町および読合堂町に限る。）、彦根市、犬上郡、愛知郡 |
| 0749     | 長浜       | 400      | 滋賀県長浜市、米原市 |
| 075      | 京都       | 401      | 大阪府三島郡、京都府京都市（右京区京北室谷町および伏見区醍醐（一ノ切町、二ノ切町および三ノ切町に限る。）を除く。）、長岡京市、向日市、八幡市、乙訓郡、久世郡久御山町（市田、栄、佐古、佐山、下津屋、田井および林を除く。） |
| 076      | 金沢       | 405-2    | 石川県金沢市、かほく市、野々市市、白山市、河北郡、能美郡 |
| 076      | 富山       | 407-2    | 富山県富山市、滑川市、中新川郡 |
| 0761     | 小松       | 402      | 石川県小松市、能美市 |
| 0761     | 加賀       | 403-2    | 石川県加賀市 |
| 0763     | 福野       | 406      | 富山県砺波市、南砺市 |
| 0765     | 魚津       | 408      | 富山県魚津市、黒部市、下新川郡 |
| 0766     | 高岡       | 409      | 富山県射水市、小矢部市、高岡市、氷見市 |
| 0767     | 七尾       | 410      | 石川県七尾市、鹿島郡 |
| 0767     | 羽咋       | 411      | 石川県羽咋市、羽咋郡 |
| 0768     | 輪島       | 412      | 石川県輪島市、鳳珠郡穴水町 |
| 0768     | 能都       | 413      | 石川県珠洲市、鳳珠郡能登町 |
| 077      | 大津       | 423      | 京都府京都市伏見区醍醐（一ノ切町、二ノ切町および三ノ切町に限る。）、滋賀県大津市、草津市、守山市、野洲市、栗東市 |
| 0770     | 敦賀       | 414      | 福井県敦賀市、三方郡、三方上中郡若狭町（相田、生倉、井崎、岩屋、上野、海山、上瀬、小川、北前川、気山、倉見、佐古、島の内、塩坂越、成願寺、白屋、世久見、田井、田上、館川、田名、中央、常神、鳥浜、成出、能登野、東黒田、藤井、三方、神子、南前川、向笠、遊子および横渡に限る。） |
| 0770     | 小浜       | 415      | 福井県小浜市、大飯郡、三方上中郡若狭町（相田、生倉、井崎、岩屋、上野、海山、上瀬、小川、北前川、気山、倉見、佐古、島の内、塩坂越、成願寺、白屋、世久見、田井、田上、館川、田名、中央、常神、鳥浜、成出、能登野、東黒田、藤井、三方、神子、南前川、向笠、遊子および横渡を除く。） |
| 0771     | 亀岡       | 416      | 京都府亀岡市、南丹市八木町 |
| 0771     | 園部       | 417      | 京都府京都市右京区京北室谷町、南丹市（八木町を除く。）、船井郡 |
| 0772     | 宮津       | 418      | 京都府宮津市、与謝郡 |
| 0772     | 峰山       | 419      | 京都府京丹後市 |
| 0773     | 福知山     | 420      | 京都府綾部市、福知山市 |
| 0773     | 舞鶴       | 421      | 京都府舞鶴市 |
| 0774     | 宇治       | 422      | 京都府宇治市、木津川市、京田辺市、城陽市、久世郡久御山町（市田、栄、佐古、佐山、下津屋、田井および林に限る。）、相楽郡（精華町および和束町に限る。）、綴喜郡 |
| 0776     | 福井       | 424-2    | 福井県あわら市、坂井市、福井市、吉田郡 |
| 0778     | 武生       | 425      | 福井県越前市、鯖江市、今立郡、南条郡、丹生郡 |
| 0779     | 大野       | 426      | 福井県大野市、勝山市 |
| 078      | 神戸       | 428      | 兵庫県明石市、加古川市平岡町土山、神戸市（北区生野高原住宅を除く）、西宮市（北六甲台、すみれ台および山口町に限る。）、加古郡播磨町（上野添、北野添、古宮、西野添、野添、野添城、東野添、東新島および二子に限る。） |
| 079      | 姫路       | 435-2    | 兵庫県高砂市（北浜町北脇および北浜町西浜に限る。）、たつの市御津町、姫路市（安富町を除く。）、揖保郡 |
| 079      | 加古川     | 438      | 兵庫県加古川市（平岡町土山を除く。）、高砂市（北浜町北脇および北浜町西浜を除く。）、加古郡（播磨町（上野添、北野添、古宮、西野添、野添、野添城、東野添、東新島および二子に限る。）を除く。） |
| 079      | 三田       | 441      | 兵庫県三田市、篠山市 |
| 079      | 八鹿       | 445      | 兵庫県朝来市、養父市 |
| 0790     | 播磨山崎   | 429      | 兵庫県宍粟市、姫路市安富町、佐用郡 |
| 0790     | 福崎       | 430      | 兵庫県加西市、神崎郡 |
| 0791     | 竜野       | 431      | 兵庫県たつの市（新宮町角亀および御津町を除く。） |
| 0791     | 相生       | 432-2    | 兵庫県相生市、赤穂市、たつの市新宮町角亀、赤穂郡 |
| 0794     | 三木       | 439      | 兵庫県小野市、三木市 |
| 0795     | 西脇       | 440      | 兵庫県加東市、西脇市、多可郡 |
| 0795     | 丹波柏原   | 442      | 兵庫県丹波市 |
| 0796     | 豊岡       | 443      | 兵庫県豊岡市、美方郡香美町香住区 |
| 0796     | 浜坂       | 444      | 兵庫県美方郡（香美町香住区を除く。） |
| 0797     | 西宮       | 446      | 兵庫県芦屋市、宝塚市（鹿塩、駒の町、新明和町、長尾台、仁川旭ガ丘、仁川うぐいす台、仁川北、仁川台、仁川高台、仁川高丸、仁川団地、仁川月見ガ丘、仁川宮西町、花屋敷荘園、花屋敷つつじガ丘、花屋敷松ガ丘、雲雀丘、雲雀丘山手およびふじガ丘を除く。）、西宮市（清瀬台、塩瀬町名塩、塩瀬町生瀬、名塩ガーデン、名塩山荘、名塩新町、名塩茶園町、名塩南台、生瀬高台、生瀬町、生瀬町東町、花の峯、東山台、宝生ヶ丘および青葉台に限る。）、神戸市（北区生野高原住宅に限る。） |
| 0798     | 西宮       | 447      | 兵庫県宝塚市（鹿塩、駒の町、新明和町、仁川旭ガ丘、仁川うぐいす台、仁川北、仁川台、仁川高台、仁川高丸、仁川団地、仁川月見ガ丘および仁川宮西町に限る。）、西宮市（北六甲台、すみれ台、山口町、清瀬台、塩瀬町名塩、塩瀬町生瀬、名塩ガーデン、名塩山荘、名塩新町、名塩茶園町、名塩南台、生瀬高台、生瀬町、生瀬町東町、花の峯、東山台、宝生ヶ丘および青葉台を除く。） |
| 0799     | 洲本       | 448      | 兵庫県洲本市、南あわじ市 |
| 0799     | 津名       | 449      | 兵庫県淡路市 |
| 082      | 広島       | 450      | 広島県広島市（佐伯区（杉並台および湯来町に限る。）を除く。）、安芸郡 |
| 082      | 東広島     | 455      | 広島県東広島市（安芸津町、黒瀬学園台、黒瀬春日野、黒瀬切田が丘、黒瀬桜が丘、黒瀬町市飯田、黒瀬町大多田、黒瀬町小多田、黒瀬町兼沢、黒瀬町兼広、黒瀬町上保田、黒瀬町川角、黒瀬町切田、黒瀬町国近、黒瀬町菅田、黒瀬町津江、黒瀬町乃美尾、黒瀬町丸山、黒瀬町南方、黒瀬町宗近柳国、黒瀬楢原北、黒瀬楢原西、黒瀬楢原東および黒瀬松ケ丘を除く。） |
| 0820     | 柳井       | 451      | 山口県光市（岩田、岩田立野、塩田、束荷および三輪に限る。）、柳井市、熊毛郡 |
| 0820     | 久賀       | 452      | 山口県大島郡 |
| 0823     | 呉         | 453      | 広島県江田島市、呉市、東広島市（黒瀬学園台、黒瀬春日野、黒瀬切田が丘、黒瀬桜が丘、黒瀬町市飯田、黒瀬町大多田、黒瀬町小多田、黒瀬町兼沢、黒瀬町兼広、黒瀬町上保田、黒瀬町川角、黒瀬町切田、黒瀬町国近、黒瀬町菅田、黒瀬町津江、黒瀬町乃美尾、黒瀬町丸山、黒瀬町南方、黒瀬町宗近柳国、黒瀬楢原北、黒瀬楢原西、黒瀬楢原東および黒瀬松ケ丘に限る。） |
| 0824     | 三次       | 454      | 広島県三次市（甲奴町を除く。） |
| 0824     | 庄原       | 456-2    | 広島県庄原市（東城町を除く。） |
| 0826     | 千代田     | 461      | 広島県山県郡北広島町（雲耕、移原、大暮、大利原、大元、奥中原、奥原、苅屋形、川小田、草安、荒神原、小原、才乙、高野、土橋、中祖、南門原、西八幡原、橋山、東八幡原、細見、政所、溝口、宮地および米沢を除く。） |
| 0826     | 安芸吉田   | 462      | 広島県安芸高田市 |
| 0826     | 加計       | 463-2    | 広島県山県郡（安芸太田町および北広島町（雲耕、移原、大暮、大利原、大元、奥中原、奥原、苅屋形、川小田、草安、荒神原、小原、才乙、高野、土橋、中祖、南門原、西八幡原、橋山、東八幡原、細見、政所、溝口、宮地および米沢に限る。）に限る。） |
| 0827     | 岩国       | 465-2    | 広島県大竹市、山口県岩国市、玖珂郡 |
| 0829     | 廿日市     | 467      | 広島県廿日市市、広島市佐伯区（杉並台および湯来町に限る。） |
| 083      | 下関       | 468-2    | 山口県下関市 |
| 083      | 山口       | 481-3    | 山口県山口市（阿知須、徳地伊賀地、徳地小古祖、徳地上村、徳地岸見、徳地串、徳地鯖河内、徳地島地、徳地野谷、徳地引谷、徳地深谷、徳地藤木、徳地船路、徳地堀、徳地三谷、徳地八坂、徳地山畑および徳地柚木を除く。） |
| 08396    | 山口       | 483      | 山口県美祢市美東町 |
| 0833     | 下松       | 469      | 山口県下松市、光市（岩田、岩田立野、塩田、束荷および三輪を除く。）、周南市（大河内、奥関屋、勝間ケ丘、勝間原、熊毛中央、御所尾原、小松原、幸ケ丘、自由ケ丘、新清光台、清光台、清尾、高水原、鶴見台、中村、原、樋口、緑ケ丘、八代、安田、夢ケ丘、呼坂および呼坂本町に限る｡ ） |
| 0834     | 徳山       | 470      | 山口県周南市（大河内、奥関屋、勝間ケ丘、勝間原、熊毛中央、御所尾原、小松原、幸ケ丘、自由ケ丘、新清光台、清光台、清尾、高水原、鶴見台、中村、原、樋口、緑ケ丘、八代、安田、夢ケ丘、呼坂および呼坂本町を除く｡ ） |
| 0835     | 防府       | 471      | 山口県防府市、山口市（徳地伊賀地、徳地小古祖、徳地上村、徳地岸見、徳地串、徳地鯖河内、徳地島地、徳地野谷、徳地引谷、徳地深谷、徳地藤木、徳地船路、徳地堀、徳地三谷、徳地八坂、徳地山畑および徳地柚木に限る。） |
| 0836     | 宇部       | 472      | 山口県宇部市、山陽小野田市、山口市阿知須 |
| 0837     | 長門       | 474      | 山口県長門市 |
| 0837     | 美祢       | 475-2    | 山口県美祢市（美東町を除く。） |
| 0838     | 萩         | 477      | 山口県萩市（江崎、片俣、上小川西分、上小川東分、上田万、吉部上、吉部下、下小川、下田万、須佐、鈴野川、高佐上、高佐下、中小川、弥富上および弥富下を除く。） |
| 08387    | 田万川     | 478      | 山口県萩市（江崎、上小川西分、上小川東分、上田万、下小川、下田万、須佐、鈴野川、中小川、弥富上および弥富下に限る。） |
| 08388    | 田万川     | 479      | 山口県萩市（片俣、吉部上、吉部下、高佐上および高佐下に限る。）、阿武郡 |
| 084      | 福山       | 499      | 広島県福山市（今津町、金江町金見、金江町藁江、神村町、新市町、高西町川尻、高西町真田、高西町南、東村町、藤江町、本郷町、松永町、南松永町、宮前町および柳津町を除く。）（ただし、福山市（今津町、内海町、金江町金見、金江町藁江、神村町、神辺町、新市町、高西町川尻、高西町真田、高西町南、東村町、藤江町、本郷町、松永町、南松永町、沼隈町、宮前町および柳津町を除く。）における市外局番を除く電気通信番号による発信については、番号区画コード498の番号区画を含む。） |
| 084      | 尾道       | 498      | 広島県福山市（今津町、金江町金見、金江町藁江、神村町、高西町川尻、高西町真田、高西町南、東村町、藤江町、本郷町、松永町、南松永町、宮前町および柳津町に限る。）（ただし、市外局番を除く電気通信番号による発信については、番号区画コード499の番号区画（福山市（内海町、神辺町および沼隈町に限る。）を除く。）を含む。） |
| 0848     | 尾道       | 496-2    | 広島県尾道市（因島大浜町、因島鏡浦町、因島重井町、因島洲江町、因島田熊町、因島外浦町、因島中庄町、因島土生町、因島原町、因島三庄町、因島椋浦町および瀬戸田町を除く。）、三原市（久井町および大和町を除く。） |
| 0845     | 因島       | 485      | 広島県尾道市（因島大浜町、因島鏡浦町、因島重井町、因島洲江町、因島田熊町、因島外浦町、因島中庄町、因島土生町、因島原町、因島三庄町、因島椋浦町および瀬戸田町に限る。） |
| 0846     | 竹原       | 486      | 広島県竹原市、東広島市安芸津町 |
| 0846     | 木江       | 487      | 広島県豊田郡 |
| 0847     | 府中       | 488-2    | 広島県福山市新市町、府中市、三次市甲奴町 |
| 0847     | 甲山       | 489-3    | 広島県三原市（久井町および大和町に限る。）、世羅郡 |
| 0847     | 東城       | 495      | 広島県神石郡 |
| 08477    | 東城       | 494      | 広島県庄原市東城町 |
| 08512    | 西郷       | 500      | 島根県隠岐郡隠岐の島町 |
| 08514    | 海士       | 501      | 島根県隠岐郡（隠岐の島町を除く。） |
| 0852     | 松江       | 502      | 島根県松江市 |
| 0853     | 出雲       | 503      | 島根県出雲市 |
| 0854     | 安来       | 504      | 島根県安来市 |
| 0854     | 木次       | 505      | 島根県雲南市（掛合町および吉田町を除く。）、仁多郡 |
| 0854     | 掛合       | 506      | 島根県雲南市（掛合町および吉田町に限る。）、飯石郡 |
| 0854     | 石見大田   | 507      | 島根県大田市（川合町および温泉津町を除く。） |
| 0855     | 浜田       | 508      | 島根県浜田市 |
| 0855     | 江津       | 509      | 島根県大田市湯泉津町、江津市（桜江町を除く。） |
| 0855     | 川本       | 510      | 島根県大田市川合町、江津市桜江町、邑智郡 |
| 0856     | 益田       | 511      | 島根県益田市 |
| 0856     | 津和野     | 512      | 島根県鹿足郡 |
| 0857     | 鳥取       | 513      | 鳥取県鳥取市（河原町、佐治町および用瀬町を除く。）、岩美郡 |
| 0858     | 郡家       | 514      | 鳥取県鳥取市（河原町、佐治町および用瀬町に限る。）、八頭郡 |
| 0858     | 倉吉       | 515      | 鳥取県倉吉市、西伯郡大山町（赤坂、石井垣、上市、岡、栄田、塩津、下市、下甲、住吉、退休寺、高橋、田中、潮音寺、束積、殿河内、長野、羽田井、樋口、松河原、御崎および八重に限る。）、東伯郡 |
| 0859     | 米子       | 516      | 鳥取県境港市、米子市、西伯郡（大山町（赤坂、石井垣、上市、岡、栄田、塩津、下市、下甲、住吉、退休寺、高橋、田中、潮音寺、束積、殿河内、長野、羽田井、樋口、松河原、御崎および八重に限る。）を除く。） |
| 0859     | 根雨       | 517      | 鳥取県日野郡 |
| 086      | 倉敷       | 518      | 岡山県岡山市南区（植松、西畦および箕島に限る。）、倉敷市、都窪郡 |
| 086      | 岡山       | 519      | 岡山県赤磐市（穂崎および馬屋に限る。）、岡山市（南区（植松、西畦および箕島に限る。）を除く。）、瀬戸内市邑久町（福山、大富、北島および向山に限る。）、久米郡久米南町 |
| 086      | 赤磐       | 538-2    | 岡山県赤磐市（穂崎および馬屋を除く。）、久米郡美咲町（飯岡および高下に限る。） |
| 0863     | 玉野       | 520      | 岡山県玉野市 |
| 0865     | 鴨方       | 522-2    | 岡山県浅口市 |
| 0865     | 笠岡       | 525      | 岡山県笠岡市、浅口郡 |
| 0866     | 高梁       | 526      | 岡山県高梁市、真庭市（阿口、上呰部、上中津井、上水田、五名、下呰部、下中津井、宮地および山田に限る。）、加賀郡吉備中央町（上竹、北、黒土、黒山、岨谷、竹荘、田土、豊野、西、納地、宮地、湯山および吉川に限る。） |
| 0866     | 井原       | 527      | 岡山県井原市、小田郡 |
| 0866     | 総社       | 528      | 岡山県総社市 |
| 0867     | 新見       | 529      | 岡山県新見市 |
| 0867     | 久世       | 530      | 岡山県真庭市（阿口、上呰部、上中津井、上水田、五名、下呰部、下中津井、宮地および山田を除く。）、苫田郡鏡野町（大、楠、富仲間、富西谷および富東谷に限る。）、真庭郡 |
| 0867     | 加茂川     | 531      | 岡山県加賀郡吉備中央町（上竹、北、黒土、黒山、岨谷、竹荘、田土、豊野、西、納地、宮地、湯山および吉川を除く。）、久米郡美咲町（上口、江与味、北、小山、里、栃原、中、中垪和、西、西川、西川上、西垪和、東垪和および南に限る。） |
| 0868     | 津山       | 532      | 岡山県津山市、勝田郡、久米郡美咲町（飯岡、上口、江与味、北、高下、小山、里、栃原、中、中垪和、西、西川、西川上、西垪和、東垪和および南を除く。）、苫田郡鏡野町（大、楠、富仲間、富西谷および富東谷を除く。） |
| 0868     | 美作       | 533      | 岡山県美作市、英田郡 |
| 0869     | 備前       | 534      | 岡山県瀬戸内市長船町長船、備前市、和気郡 |
| 0869     | 邑久       | 535-2    | 岡山県瀬戸内市（邑久町（福山、大富、北島および向山に限る。）および長船町長船を除く。） |
| 087      | 高松       | 542      | 香川県さぬき市（小田、鴨部、鴨庄、志度および末に限る。）、高松市、綾歌郡綾川町、香川郡、木田郡 |
| 0875     | 観音寺     | 540      | 香川県観音寺市（豊浜町箕浦を除く。）、三豊市 |
| 0877     | 丸亀       | 541      | 香川県坂出市、善通寺市、丸亀市、綾歌郡宇多津町、仲多度郡 |
| 0879     | 三本松     | 543      | 香川県さぬき市（小田、鴨部、鴨庄、志度および末を除く。）､東かがわ市 |
| 0879     | 土庄       | 544      | 香川県小豆郡 |
| 088      | 徳島       | 557-2    | 徳島県阿波市（秋月、浦池、柿原、郡、五条、西条、高尾、土成、成当、水田、宮川内および吉田に限る。）、徳島市、鳴門市、板野郡、名西郡、名東郡 |
| 088      | 高知       | 563-2    | 高知県高知市、須崎市（浦ノ内出見、浦ノ内今川内、浦ノ内塩間、浦ノ内下中山、浦ノ内灰方および浦ノ内福良に限る。）、土佐市、南国市、吾川郡いの町 |
| 0880     | 土佐中村   | 545      | 高知県四万十市、幡多郡（大月町を除く。） |
| 0880     | 宿毛       | 546      | 高知県宿毛市、幡多郡大月町 |
| 0880     | 窪川       | 547-2    | 高知県高岡郡四万十町 |
| 0880     | 土佐清水   | 548      | 高知県土佐清水市 |
| 0883     | 鴨島       | 549      | 徳島県阿波市（秋月、浦池、柿原、郡、五条、西条、高尾、土成、成当、水田、宮川内および吉田を除く。）、吉野川市 |
| 0883     | 脇町       | 550      | 徳島県美馬市、美馬郡 |
| 0883     | 阿波池田   | 551      | 徳島県三好市、三好郡 |
| 0884     | 阿南       | 552      | 徳島県阿南市 |
| 0884     | 丹生谷     | 553      | 徳島県那賀郡 |
| 0884     | 牟岐       | 554-2    | 徳島県海部郡 |
| 0885     | 小松島     | 555-2    | 徳島県小松島市、勝浦郡 |
| 0887     | 嶺北       | 558      | 高知県土佐郡、長岡郡（大豊町（馬瀬、角茂谷、久寿軒および戸手野に限る。）を除く。） |
| 0887     | 室戸       | 559-2    | 高知県室戸市、安芸郡東洋町 |
| 0887     | 安芸       | 560-3    | 高知県安芸市、安芸郡（馬路村、北川村、芸西村、田野町、奈半利町および安田町に限る。） |
| 0887     | 土佐山田   | 562-2    | 高知県香美市、香南市、長岡郡大豊町（馬瀬、角茂谷、久寿軒および戸手野に限る。） |
| 0889     | 佐川       | 564      | 高知県吾川郡仁淀川町、高岡郡（越知町、佐川町および日高村に限る。） |
| 0889     | 須崎       | 565      | 高知県須崎市（浦ノ内出見、浦ノ内今川内、浦ノ内塩間、浦ノ内下中山、浦ノ内灰方および浦ノ内福良を除く。）、高岡郡（津野町、中土佐町および檮原町に限る。） |
| 089      | 松山       | 576      | 愛媛県伊予市、東温市、松山市、伊予郡 |
| 0892     | 久万       | 566      | 愛媛県上浮穴郡、喜多郡内子町（臼杵、大平、小田、上川、上田渡、立石、寺村、中川、中田渡、日野川、本川、南山および吉野川に限る。） |
| 0893     | 大洲       | 567      | 愛媛県大洲市、喜多郡内子町（臼杵、大平、小田、上川、上田渡、立石、寺村、中川、中田渡、日野川、本川、南山および吉野川を除く。） |
| 0894     | 八幡浜     | 568      | 愛媛県西予市三瓶町、八幡浜市、西宇和郡 |
| 0894     | 宇和       | 569      | 愛媛県西予市（三瓶町を除く。） |
| 0895     | 宇和島     | 570      | 愛媛県宇和島市、北宇和郡 |
| 0895     | 御荘       | 571      | 愛媛県南宇和郡 |
| 0896     | 伊予三島   | 572      | 愛媛県四国中央市、香川県観音寺市豊浜町箕浦 |
| 0897     | 伯方       | 573      | 愛媛県今治市（大三島町、上浦町、関前大下、関前岡村、関前小大下、伯方町、宮窪町および吉海町に限る。）、越智郡 |
| 0897     | 新居浜     | 574      | 愛媛県西条市（明理川、石田、石延、今在家、円海寺、大新田、大野、上市、河之内、河原津、河原津新田、喜多台、楠、国安、黒谷、桑村、小松町、周布、新市、新町、実報寺、高田、玉之江、旦之上、丹原町、壬生川、広江、広岡、福成寺、北条、三津屋、三津屋東、三津屋南、宮之内、三芳、安用、安用出作および吉田を除く。）、新居浜市 |
| 0898     | 今治       | 575      | 愛媛県今治市（大三島町、上浦町、関前大下、関前岡村、関前小大下、伯方町、宮窪町および吉海町を除く。）、西条市（明理川、石田、石延、今在家、円海寺、大新田、大野、上市、河之内、河原津、河原津新田、喜多台、楠、国安、黒谷、桑村、小松町、実報寺、周布、新市、新町、高田、玉之江、旦之上、丹原町、壬生川、広江、広岡、福成寺、北条、三津屋、三津屋東、三津屋南、宮之内、三芳、安用、安用出作および吉田に限る。） |
| 092      | 前原       | 577      | 福岡県糸島市（市外局番を除く電気通信番号による発信については、番号区画コード578の番号区画を含む。） |
| 092      | 福岡       | 578      | 福岡県大野城市、春日市、古賀市、太宰府市、筑紫野市、那珂川市、福岡市、糟屋郡（市外局番を除く電気通信番号による発信については、番号区画コード577の番号区画を含む。） |
| 0920     | 郷ノ浦     | 579      | 長崎県壱岐市 |
| 0920     | 厳原       | 580      | 長崎県対馬市（厳原町、豊玉町および美津島町に限る｡ ） |
| 0920     | 対馬佐賀   | 581      | 長崎県対馬市（上県町、上対馬町および峰町に限る｡ ） |
| 093      | 北九州     | 582      | 福岡県北九州市、中間市、遠賀郡、京都郡苅田町（与原、新津、下新津、二崎、下片島、稲光、法正寺、葛川、上片島、谷、鋤崎、山口、岡崎および黒添を除く。） |
| 0930     | 行橋       | 583      | 福岡県行橋市、京都郡（苅田町（与原、新津、下新津、二崎、下片島、稲光、法正寺、葛川、上片島、谷、鋤崎、山口、岡崎および黒添に限る。）およびみやこ町に限る。）、築上郡築上町 |
| 0940     | 宗像       | 584      | 福岡県福津市、宗像市 |
| 0942     | 久留米     | 585      | 佐賀県鳥栖市、三養基郡（上峰町を除く。）、福岡県小郡市、久留米市（田主丸町を除く。）、筑後市（下妻、富安および馬間田を除く。）、みやま市瀬高町長田、三井郡、八女郡広川町（広川および藤田に限る。） |
| 0943     | 八女       | 586      | 福岡県八女市、八女郡広川町（広川および藤田を除く。） |
| 0943     | 田主丸     | 587      | 福岡県うきは市、久留米市田主丸町 |
| 0944     | 瀬高       | 588      | 熊本県荒尾市（上井手および下井手に限る。）、福岡県大川市、大牟田市、筑後市（下妻、富安および馬間田に限る。）、みやま市（瀬高町長田を除く。）、柳川市、三潴郡 |
| 0946     | 甘木       | 589      | 福岡県朝倉市、朝倉郡 |
| 0947     | 田川       | 590      | 福岡県田川市、田川郡 |
| 0948     | 飯塚       | 591      | 福岡県飯塚市、嘉麻市、嘉穂郡 |
| 0949     | 直方       | 592      | 福岡県直方市、宮若市、鞍手郡鞍手町 |
| 0949     | 直方       | 593      | 鞍手郡小竹町 |
| 095      | 長崎       | 603      | 長崎県長崎市（赤首町、池島町、上大野町、上黒崎町、神浦江川町、神浦扇山町、神浦上大中尾町、神浦上道徳町、神浦北大中尾町、神浦口福町、神浦下大中尾町、神浦下道徳町、神浦夏井町、神浦丸尾町、神浦向町、下大野町、下黒崎町、新牧野町、永田町、西出津町および東出津町を除く。）、西彼杵郡 |
| 0950     | 平戸       | 594      | 長崎県平戸市 |
| 0952     | 佐賀       | 595      | 佐賀県小城市、神埼市、佐賀市、多久市、神埼郡、杵島郡（大町町、江北町および白石町（牛屋、坂田、新開、新明、田野上、戸ヶ里、深浦および辺田を除く。）に限る。）、三養基郡上峰町 |
| 0954     | 武雄       | 596      | 佐賀県嬉野市嬉野町、武雄市 |
| 0954     | 鹿島       | 597      | 佐賀県嬉野市（嬉野町を除く。）、鹿島市、杵島郡白石町（牛屋、坂田、新開、新明、田野上、戸ヶ里、深浦および辺田に限る。）、藤津郡 |
| 0955     | 唐津       | 598      | 佐賀県唐津市、東松浦郡 |
| 0955     | 伊万里     | 599      | 佐賀県伊万里市、西松浦郡、長崎県松浦市（鷹島町および福島町に限る。） |
| 0956     | 佐世保     | 600      | 長崎県佐世保市（宇久町を除く。）、松浦市（鷹島町および福島町を除く。）、北松浦郡佐々町、東彼杵郡（東彼杵町を除く。） |
| 0957     | 諫早       | 601      | 長崎県諫早市、雲仙市（愛野町、吾妻町および千々石町に限る。）、大村市、東彼杵郡東彼杵町 |
| 0957     | 島原       | 602      | 長崎県雲仙市（愛野町、吾妻町および千々石町を除く。）、島原市、南島原市 |
| 0959     | 大瀬戸     | 604      | 長崎県西海市、長崎市（赤首町、池島町、上大野町、上黒崎町、神浦江川町、神浦扇山町、神浦上大中尾町、神浦上道徳町、神浦北大中尾町、神浦口福町、神浦下大中尾町、神浦下道徳町、神浦夏井町、神浦丸尾町、神浦向町、下大野町、下黒崎町、新牧野町、永田町、西出津町および東出津町に限る。） |
| 0959     | 福江       | 605      | 長崎県五島市 |
| 0959     | 有川       | 606      | 長崎県佐世保市宇久町、北松浦郡（佐々町を除く。）、南松浦郡 |
| 096      | 熊本       | 607      | 熊本県熊本市（南区（城南町赤見、城南町阿高、城南町碇、城南町出水、城南町今吉野、城南町隈庄、城南町坂野、城南町さんさん、城南町沈目、城南町島田、城南町下宮地、城南町陳内、城南町高、城南町千町、城南町築地、城南町塚原、城南町永、城南町丹生宮、城南町東阿高、城南町藤山、城南町舞原、城南町宮地、城南町六田および城南町鰐瀬に限る。）を除く。）、合志市、阿蘇郡西原村、上益城郡（山都町を除く。）、菊池郡 |
| 0964     | 松橋       | 608      | 熊本県宇城市、宇土市、上天草市大矢野町、熊本市南区（城南町赤見、城南町阿高、城南町碇、城南町出水、城南町今吉野、城南町隈庄、城南町坂野、城南町さんさん、城南町沈目、城南町島田、城南町下宮地、城南町陳内、城南町高、城南町千町、城南町築地、城南町塚原、城南町永、城南町丹生宮、城南町東阿高、城南町藤山、城南町舞原、城南町宮地、城南町六田および城南町鰐瀬に限る。）、下益城郡、八代郡氷川町（高塚および吉本に限る。） |
| 0965     | 八代       | 609      | 熊本県八代市、八代郡氷川町（高塚および吉本を除く。） |
| 0966     | 人吉       | 610      | 熊本県人吉市、球磨郡 |
| 0966     | 水俣       | 611      | 熊本県水俣市、葦北郡 |
| 0967     | 熊本一の宮 | 612      | 熊本県阿蘇市、阿蘇郡（産山村、小国町および南小国町に限る。） |
| 0967     | 矢部       | 613      | 熊本県上益城郡山都町 |
| 0967     | 高森       | 614      | 熊本県阿蘇郡（高森町および南阿蘇村に限る。） |
| 0968     | 山鹿       | 615      | 熊本県菊池市、山鹿市、玉名郡和水町（板楠、岩、大田黒、上板楠、上十町、上和仁、津田、中十町、中林、中和仁、西吉地、野田、東吉地、平野、山十町および和仁に限る。） |
| 0968     | 玉名       | 616      | 熊本県荒尾市（上井手および下井手を除く。）、玉名市、玉名郡（和水町（板楠、岩、大田黒、上板楠、上十町、上和仁、津田、中十町、中林、中和仁、西吉地、野田、東吉地、平野、山十町および和仁に限る。）を除く。） |
| 0969     | 天草       | 617-2    | 熊本県天草市、上天草市（大矢野町を除く。）、天草郡 |
| 097      | 大分       | 625      | 大分県大分市、豊後大野市犬飼町、由布市（湯布院町を除く。） |
| 0972     | 佐伯       | 619      | 大分県佐伯市 |
| 0972     | 臼杵       | 620      | 大分県臼杵市（野津町を除く。）、津久見市 |
| 0973     | 日田       | 621      | 大分県日田市 |
| 0973     | 玖珠       | 622      | 大分県玖珠郡 |
| 0974     | 三重       | 623      | 大分県臼杵市野津町、豊後大野市（朝地町および犬飼町を除く。） |
| 0974     | 竹田       | 624      | 大分県竹田市、豊後大野市朝地町 |
| 0977     | 別府       | 626      | 大分県杵築市山香町、別府市、由布市湯布院町、速見郡 |
| 0978     | 国東       | 627      | 大分県国東市（国東町および国見町に限る。）、東国東郡 |
| 0978     | 豊後高田   | 628      | 大分県宇佐市、杵築市（大田石丸、大田小野、大田沓掛、大田白木原、大田永松、大田波多方および大田俣水に限る。）、豊後高田市 |
| 0978     | 杵築       | 629      | 大分県杵築市（大田石丸、大田小野、大田沓掛、大田白木原、大田永松、大田波多方、大田俣水および山香町を除く。）、国東市（国東町および国見町を除く。） |
| 0979     | 中津       | 630      | 大分県中津市、福岡県豊前市、築上郡（上毛町および吉富町に限る。） |
| 098      | 那覇       | 631      | 沖縄県糸満市、浦添市、うるま市、沖縄市、宜野湾市、豊見城市、那覇市、南城市、国頭郡（恩納村、宜野座村および金武町に限る。）、島尻郡（伊是名村、伊平屋村、北大東村および南大東村を除く。）、中頭郡 |
| 0980     | 名護       | 632      | 沖縄県名護市、国頭郡（伊江村、大宜味村、国頭村、今帰仁村、東村および本部町に限る。）、島尻郡（伊是名村および伊平屋村に限る。） |
| 0980     | 沖縄宮古   | 634      | 沖縄県宮古島市、宮古郡 |
| 0980     | 八重山     | 635      | 沖縄県石垣市、八重山郡 |
| 09802    | 南大東     | 633      | 沖縄県島尻郡（北大東村および南大東村に限る。） |
| 0982     | 延岡       | 636      | 宮崎県延岡市、児湯郡木城町中之又 |
| 0982     | 日向       | 637      | 宮崎県日向市、東臼杵郡（椎葉村大河内を除く。） |
| 0982     | 高千穂     | 638      | 宮崎県西臼杵郡 |
| 0983     | 高鍋       | 639      | 宮崎県西都市（現王島を除く。）、児湯郡（木城町中之又を除く。）、東臼杵郡椎葉村大河内 |
| 0984     | 小林       | 640      | 宮崎県えびの市、小林市、西諸県郡 |
| 0985     | 宮崎       | 641      | 宮崎県西都市現王島、宮崎市、東諸県郡 |
| 0986     | 都城       | 642      | 鹿児島県曽於市（大隅町を除く。）、宮崎県都城市、北諸県郡 |
| 0987     | 日南       | 643      | 宮崎県串間市、日南市 |
| 099      | 鹿児島     | 646      | 鹿児島県鹿児島市、日置市 |
| 099      | 志布志     | 649      | 鹿児島県鹿屋市輝北町、志布志市、曽於市大隅町、曽於郡 |
| 09912    | 中之島     | 644      | 鹿児島県鹿児島郡十島村 |
| 09913    | 硫黄島     | 645      | 鹿児島県鹿児島郡三島村 |
| 0993     | 指宿       | 647      | 鹿児島県指宿市、南九州市頴娃町 |
| 0993     | 加世田     | 648      | 鹿児島県枕崎市、南九州市（頴娃町を除く。）、南さつま市 |
| 0994     | 鹿屋       | 650      | 鹿児島県鹿屋市（輝北町を除く。）、垂水市、肝属郡（肝付町および東串良町に限る。） |
| 0994     | 大根占     | 651      | 鹿児島県肝属郡（錦江町および南大隅町に限る。） |
| 0995     | 加治木     | 652      | 鹿児島県姶良市、霧島市、姶良郡 |
| 0995     | 大口       | 653      | 鹿児島県伊佐市 |
| 0996     | 出水       | 654      | 鹿児島県阿久根市、出水市、出水郡 |
| 0996     | 川内       | 655      | 鹿児島県いちき串木野市、薩摩川内市（鹿島町、上甑町、里町および下甑町を除く。）、薩摩郡 |
| 09969    | 中甑       | 656      | 鹿児島県薩摩川内市（鹿島町、上甑町、里町および下甑町に限る。） |
| 0997     | 名瀬       | 657      | 鹿児島県奄美市、大島郡（宇検村、喜界町、龍郷町および大和村に限る。） |
| 0997     | 徳之島     | 658      | 鹿児島県大島郡（宇検村、喜界町、瀬戸内町、龍郷町および大和村を除く。） |
| 0997     | 種子島     | 659      | 鹿児島県西之表市、熊毛郡（屋久島町を除く。） |
| 0997     | 屋久島     | 660      | 鹿児島県熊毛郡屋久島町 |
| 0997     | 瀬戸内     | 661      | 鹿児島県大島郡瀬戸内町 |

## 各種分類

### 複数の都道府県にまたがる上3桁または上2桁
- 017 - 青森県（019地域を除く）と秋田県鹿角郡小坂町十和田湖地区。
- 023 - 山形県全域と新潟県村上市伊呉野地区。
- 024 - 福島県全域と宮城県角田市の一部・亘理郡山元町の一部と新潟県魚沼市湯之谷の一部。
- 025 - 新潟県の大半（023・024・026地域を除く）と長野県下水内郡栄村の一部・北安曇郡小谷村姫川温泉地区。
- 026 - 長野県の大半（025・057地域を除く）と新潟県妙高市の一部と群馬県吾妻郡長野原町の一部・甘楽郡下仁田町の一部・山梨県北杜市白州町大武川地区・富山県中新川郡立山町黒部ダム。
- 027 - 群馬県の大半（026・028地域を除く）と埼玉県児玉郡神川町神泉地区、熊谷市妻沼小島地区、長野県佐久市広川原・馬坂地区。
- 028 - 栃木県の大半と茨城県古河市、猿島郡と坂東市の一部、群馬県太田市・邑楽郡板倉町の各一部、埼玉県加須市の一部。
- 04
  - 千葉県鴨川MA（鴨川市[3]）、柏MA（柏市、野田市、流山市、我孫子市）、茨城県取手市の一部）[4]。
  - 埼玉県所沢MA（所沢市、狭山市、入間市）[5]。
- 042
  - 東京都多摩地区（03・044地域を除く）。
  - 神奈川県相模原市の大半（046・055地域を除く）。
  - 神奈川県座間市の一部。
  - 神奈川県横浜市青葉区奈良町の一部（玉川学園構内と隣接する区域のみ）。
  - 埼玉県飯能市・日高市の全域・新座市の南部（048地域を除く）。
  - 山梨県北都留郡丹波山村・小菅村・南都留郡道志村月夜野地区。
- 044 - 神奈川県川崎市全域と横浜市鶴見区の一部と東京都稲城市よみうりランド・町田市三輪町・三輪緑山、金井ヶ丘5丁目（和光大学構内）。
- 046 - 神奈川県（横浜市・川崎市・相模原市の042・044・045以外の地域）と静岡県熱海市泉地区と静岡県裾野市茶畑地区のごく一部。
- 047 - 千葉県の大半（04[3][4]および043地域を除く）と茨城県神栖市波崎地区。
- 049 - 埼玉県西部の大半（027・04[5]・042・048地域を除く）と東京都の島嶼（伊豆七島、小笠原諸島）。
- 053 - 愛知県東三河地方と静岡県西部（054地域を除く）。
- 054 - 静岡県中部・富士宮市・富士市・御前崎市御前崎・菊川市の一部と山梨県富士河口湖町・南巨摩郡南部町の各一部
- 055 - 山梨県の大半（026・042・054地域を除く）と静岡県東部の大半（046・054地域を除く）・神奈川県のごく一部（相模原市緑区小渕地区のごく一部であるが、該当する建物の住所が、山梨県上野原市にあると示している場合がある）。
- 056 - 愛知県（052・053・058地域を除く）と三重県桑名郡木曽岬町
- 057 - 岐阜県中濃・東濃・飛騨地方（058・076地域を除く）と長野県木曽郡南木曽町田立地区。
- 058 - 岐阜県岐阜・西濃地方と愛知県一宮市・稲沢市・岩倉市・江南市・丹羽郡大口町・扶桑町と滋賀県米原市山東町の一部。
- 059 - 三重県の大半（056・073・074地域を除く）と奈良県宇陀郡御杖村神末地区の一部。
- 06 - 大阪府吹田市・守口市・兵庫県尼崎市の全域および大阪府大阪市・豊中市・東大阪市・門真市（いずれも072地域を除く）・茨木市・池田市・摂津市・大東市・八尾市・兵庫県伊丹市の各一部地域。
- 072 - 大阪府の大半（06および073・074・075地域を除く）と兵庫県阪神東部（06・079地域を除く）、京都府京都市西京区大原野出灰および八幡市枚方カントリークラブ、奈良県御所市金剛山上。
- 073 - 和歌山県の大半（059を除く）と奈良県吉野郡十津川村竹筒（たけとう）・七色地区と大阪府和泉市父鬼町の一部と三重県南牟婁郡紀宝町・熊野市紀和町上川地区。
- 074 - 奈良県の大半（※京都府相楽郡笠置町と南山城村、大阪府四條畷市下田原町・田原台・緑風台・さつきヶ丘地区と上田原町の大半、東大阪市生駒山上を含む、059・072・073・077地域を除く）と滋賀県湖東・湖北（058地域を除く）・甲賀（甲賀市と湖南市）・高島市。
- 075 - 京都府京都市（072・077地域を除く）・乙訓地区・八幡市（072地域を除く）・久世郡久御山町（077地域を除く）、宇治市笠取地区・亀岡市篠町老ノ坂と大阪府三島郡島本町、滋賀県大津市井筒八ッ橋本舗追分店。
- 076 - 富山県全域と石川県全域と福井県あわら市吉崎と岐阜県大野郡白川村の一部。
- 077 - 福井県（076地域を除く）と滋賀県湖南（074・075地域を除く）と京都府の大半（072・074・075・079地域を除く）と奈良県奈良市右京1丁目の一部（イオンモール高の原の一部店舗）。
- 082 - 広島県西半分（084地域を除く）と山口県岩国市、柳井市、大島郡・熊毛郡田布施町、平生町。
- 085 - 山陰両県（島根県、鳥取県）全域。
- 088 - 徳島県全域と高知県の全域。
- 089 - 愛媛県全域と香川県観音寺市豊浜町箕浦。
- 092 - 福岡県中心部と長崎県壱岐市および対馬市、佐賀県三養基郡・神埼郡の各一部。
- 094 - 福岡県の大半（092・093・097地域を除く）と佐賀県鳥栖市・三養基郡（一部092・095を除く）、熊本県荒尾市の一部と大分県日田市の一部。
- 095 - 佐賀県の大半（092・094地域を除く）と長崎県（壱岐市、対馬市を除く全域）。
- 096 - 熊本県の大半（094・097地域を除く）と宮崎県西臼杵郡五ヶ瀬町の一部・児湯郡西米良村の一部。
- 097 - 大分県の大半（094・098地域を除く）と福岡県豊前市・築上郡（築上町を除く）と熊本県阿蘇郡小国町の一部・阿蘇市波野の一部。
- 098 - 宮崎県の大半（096地域を除く、※大分県佐伯市宇目（旧南海部郡宇目町）の一部および鹿児島県曽於市末吉町・財部町を含む）と沖縄県全域。

### 上3桁が割り当てられる都道府県

市外局番上3桁の分布地図

同上 関東地方

同上 近畿地方・東海地方

- 赤字はMA区分上全域が県外扱い
- 青字は一部の番号のみ県内扱い
- 緑字は一部の番号を除いて県内扱い

#### 東日本エリア
- 北海道 - 011 (1 - 3・5 - 8)、012 (3 - 6)、013 (3 - 9)、014 (2 - 6)、015 (2 - 8)、016 (2 - 7)
- 青森県 - 017 (1 - 9)、019 (4)、
- 秋田県 - 017 (6)、018 (1 - 8)
- 岩手県 - 019 (1 - 9)
- 宮城県 - 022、024 (4)
- 山形県 - 023 (1・3 - 8)
- 福島県 - 024、027 (8)、029 (5)、
- 新潟県 - 023 (5)、024(1)、025、026(1・9）、027 (8)、076 (5)
- 長野県 - 025 (5・7)、026、027(4)、055 (1)、056 (5)、057 (3、7、8)
- 群馬県 - 026（7、8、9）、027 (1 - 4・6 - 9、0)、028(4・0)、048 (5)、
- 栃木県 - 028、029 (5、6)、
- 茨城県 - 028 (0)、029 (1 - 9)、047 (1・9)
- 東京都 - 03 (1・3 - 6)、042 (2 - 8)、047 (3・7)、049 (9)
- 埼玉県 - 027 (4・6)、028 (0)、042 (9・0)、048 (1 - 2・4 - 9、0)、049 (1 - 5)
- 千葉県 - 043 (1 - 4・6・8・9)、047
- 神奈川県 - 042 (6 - 8)、044 (1 - 9)、045 (1 - 9)、046 (2 - 8、0)、055 (4・5)
- 山梨県 - 026 (6)、042 (6・7・8)、055 (1 - 6)

#### 西日本エリア
- 愛知県 - 052 (1 - 9)、053 (1・2・3・6)、056 (1 - 9)、058 (6・7)
- 静岡県 - 046 (5、0)、053 (4・5・7 - 9)、054 (1 - 9)、055 (7 - 9、0)
- 岐阜県 - 056 (8)、057 (2 - 8)、058 (2 - 6)、059 (4)、076 (3)、
- 三重県 - 056 (7)、059 (1 - 9)、073 (5)、074 (3)、
- 富山県 - 026(1) 、057 (6、8)、076 (3 - 6)
- 石川県 - 076 (1・2・7・8)、076 (3)
- 福井県 - 077 (6・8・9・0)、076 (1)
- 大阪府 - 06 (1・4・6・7)、072 (1 - 9)、073 (6)、074 (3)、075（9）
- 滋賀県 - 058 (4)、074 (8・9・0)、075、077 (5)
- 京都府 - 072 (6・8)、074 (2・3)、075 (1 - 9)、077 (1 - 4)、077 (5)、079 (5・6)
- 奈良県 - 059 (2・9)、072 (1・9)、073（5・6・9）、074 (2 - 7)、077 (4)
- 和歌山県 - 059 (7)、073 (1・4 - 9)
- 兵庫県 - 06 (1・4・6・7)、072 (7)、078 (1 - 9)、079
- 広島県 - 082 (1 - 9)、084 (1・5 - 9)、086 (6・7)
- 岡山県 - 086 (1 - 9)、084 (7、9)
- 鳥取県 - 085 (7 - 9)
- 島根県 - 085 (1 - 6)
- 山口県 - 082 (7・0)、083 (1 - 9)
- 香川県 - 087 (1・5・7 - 9)
- 徳島県 - 088 (3 - 6)
- 高知県 - 088 (7 - 9・0)、089 (2)、
- 愛媛県 - 089 (1 - 9)
- 福岡県 - 092 (1 - 9)、093、094 (2 - 4・6 - 9)、097 (9)
- 佐賀県 - 092 (9)、094 (2)、095 (2・4・5)
- 長崎県 - 092 (0)、095 (1・5 - 9・0)
- 熊本県 - 094 (4)、096 (1 - 9)、097 (3・4)
- 大分県 - 094 (3)、097 (1 - 5・7 - 9)、098 (2)、
- 宮崎県 - 096 (6、7)、097 (4)、098 (2 - 7)
- 鹿児島県 - 098 (6)、099 (1 - 8)
- 沖縄県 - 098 (1・8・9・0)

## ローカルブランドのネーミングとしての市外局番

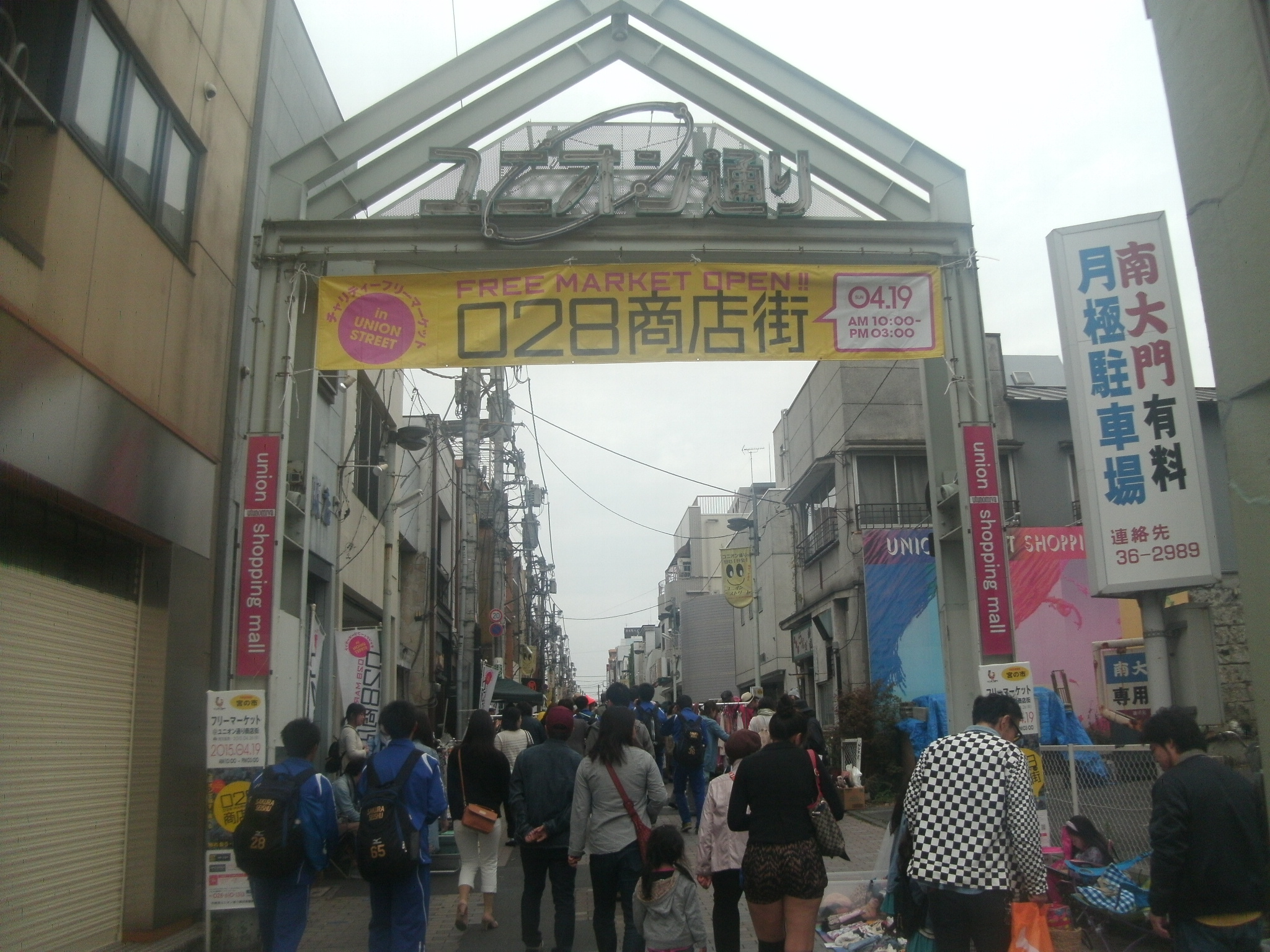
宇都宮市のユニオン通りで半年に1度程開催されるフリーマーケットイベント「028商店街」

2010年代に入ってから、ローカル性の強い商品やイベントのネーミングに市外局番を用いる例が増えている。
例
- 0465net（神奈川県小田原市）
- 0428Tシャツ（東京都青梅市）
- 028商店街（読み方は「ゼロニーハチマーケット」）（栃木県宇都宮市）
- 028マチナカWi-Fi（栃木県宇都宮市）
- Bar053（静岡県浜松市）